# Национальный художественный музей Республики Беларусь
Национальный художественный музей Республики Беларусь (бел. Нацыянальны мастацкі музей Рэспублікі Беларусь) — крупнейший музей художественного профиля в Беларуси (Государственная картинная галерея с 1939 по 1957 год, Государственный художественный музей с 1957 по 1993 год). Фонды музея насчитывают более 27 000 произведений. Расположен в  Минске.

## История

### Довоенный период
Официальная история музея начинается 24 января 1939 года — согласно правительственному постановлению Совета Народных Комиссаров БССР в Минске создавалась Государственная художественная галерея. Она расположилась в пятнадцати залах здания Высшей коммунистической сельскохозяйственной школы, бывшей Минской женской гимназии. Кроме отделов живописи, скульптуры и графики, в Галерее специальным постановлением был организован отдел художественной промышленности. Руководил галереей известный белорусский художник-керамист Николай Михолап.
К началу Великой Отечественной войны были вывезены и взяты на учёт самые ценные произведения культового искусства в церквях и костелах, собраны большие фонды живописи, графики и декоративно-прикладного искусства.
Основой живописной коллекции Галереи стали произведения из отделов изобразительного искусства исторических музеев Минска, Витебска, Могилёва и Гомеля. Несколько произведений из своих фондов подарили Третьяковская галерея и Русский музей, Музей изобразительных искусств им. А. С. Пушкина и Государственный Эрмитаж.
После присоединения Западной Белоруссии к БССР в Художественную галерею были свезены художественные произведения из национализированных усадеб и замков, в том числе и часть коллекции дворца князей Радзивиллов в Несвиже. Таким образом, коллекция пополнилась богатым собранием слуцких поясов, французских гобеленов XVIII в., портретной живописи XVI—XIX вв.
В начале 1941 года фонды ГКГ БССР насчитывали 2711 произведений, из которых 400 находились в экспозиции.

### Потери во время войны
С началом войны коллекцию готовили к эвакуации, но вывезти не успели. Оккупированный Минск посещали Ганс Поссе и Каетан Мюльман. Посетили Минск и представители общества «Наследие», которое возглавлял Гиммлер. Около 170 наилучших произведений русского и западноевропейского искусства были конфискованы Г. Поссе, ценные коллекции отправлены в Рейх и в Кёнигсберг. До сентября 1941 года собрание картинной галереи было практически потеряно. В это время Вильгельм Кубе жаловался Альфреду Розенбергу, что Минск лишился миллионных ценностей, так как «ценные полотна, мебель XVIII—XIX вв., вазы, изделия из мрамора, часы и т. д. СС отдаёт на разграбление вермахту».
Собрание картинной галереи перестало существовать, и его утрата оценивается как необратимая. Судьба довоенного собрания ГКГ до сих пор неизвестна. Поиск его осложняет отсутствие описей. В «Описи музейных ценностей, вывезенных гитлеровцами в Германию и в страны её сообщников и уничтоженных в результате разбойничьих действий» 1944 года, составленной музейными сотрудниками по памяти, значатся 223 произведения русской живописи, 32 — западноевропейской, мебель из «Синей спальни» Александра II в Зимним дворце, 60 икон XVI—XVIII веков, 89 произведений скульптуры, 48 слуцких поясов, 480 предметов русского фарфора, 800 — западноевропейского, 30 предметов старинного уречского стекла, 200 покрывал ручной работы белорусских ткачих, сотни произведений белорусских художников конца XIX — начала XX века.

### Послевоенный период
После войны в Белорусскую ССР вернулась лишь небольшая часть произведений, находившихся накануне войны на выставках в РСФСР (например, бюст князя П. А. Румянцева-Задунайского работы Ф. Шубина) или найденных советскими солдатами в конце войны в городах Восточной Пруссии (коллекция портретов из Несвижа). Некоторые работы были найдены в Минске («Шахтер с лампочкой» Н. Касаткина, «Осень» И. Левитана, «Утро весны» В. Кудревича — из недостроенного здания ЦК КПБ).
Второй этап истории музея связан с самоотверженной деятельностью заслуженного деятеля искусств БССР, директора Галереи с 1944 года Елены Аладовой.
После освобождения Минска галерея получила четыре комнаты Дома профсоюзов на площади Свободы. В августе 1945 года галерея приобрела полотна Бориса Кустодиева, Василия Поленова, Карла Брюллова и Исаака Левитана. Государственный музей имени А. С. Пушкина передал несколько картин западноевропейских мастеров, Государственный Российский музей — три пейзажа Архипа Куинджи, пейзаж Алексея Боголюбова и парадный портрет императрицы Екатерины II. На бывшем Архиерейском подворье в Минске были найдены чудом уцелевшие иконы — в том числе и шедевры белорусской иконописи «Рождество Богородицы» Петра Евсеевича из Голынца 1649 г., «Параскева» и «Вознесение» XVI века.
В 1946 году в фондах было уже 317 произведений. Места для экспозиций не хватало. Аладова получила разрешение на строительство здания для Галереи. Проектирование было поручено Михаилу Бакланову.
Строительство Картинной галереи с десятью просторными залами, расположенными на двух этажах, было завершено в 1957 году. Здание стало одним из первых музейных строений в истории советской архитектуры. 5 ноября представлением новой экспозиции и Всебелорусской выставки торжественно открылся Государственный художественный музей БССР (так стала называться бывшая Картинная галерея с 10 июля 1957 года). Коллекция музея тогда уже достигала трех тысяч произведений русского, советского и белорусского искусства.
С провозглашением независимости Белоруссии после распада СССР изменился статус музея — с 1993 года музей именуется Национальным художественным музеем Республики Беларусь.
В 1957 году было завершено строительство здания Государственной картинной галереи по проекту архитектора Михаила Бакланова. Одновременно в 1956—1958 гг. был разработан проект оборудования художественного музея.
В процессе эксплуатации здания стало очевидно, что предусмотренных экспозиционных площадей, хранилищ, служебных кабинетов не хватает. В 1989 г. на баланс музея переданы дом № 25 по ул. Кирова, в 1999 г. — 5-этажное здание № 22 по ул. Ленина. В 2007 г. введён в эксплуатацию новый музейный комплекс, что завершило первый этап генеральной реконструкции музея.
В 2000 году открыт для посетителей филиал музея в бывшем доме Ваньковичей в Минске с постоянной экспозицией «Культура и искусство первой половины XIX века».
В 1998 году директором музея был назначен Владимир Прокопцов. В конце 2006 года открылась выставка современных белорусских художников «Другой город: волшебное путешествие».С 2023 года генеральным директором является Анна Владимировна Кононова.
Сегодня это один из самых богатых музеев Восточной Европы. В экспозиции, филиалах и фондохранилищах находится более 27 тысяч произведений, которые формируют 20 коллекций и составляют собрание национального искусства и собрание памятников искусства стран и народов мира.

## Архитектура

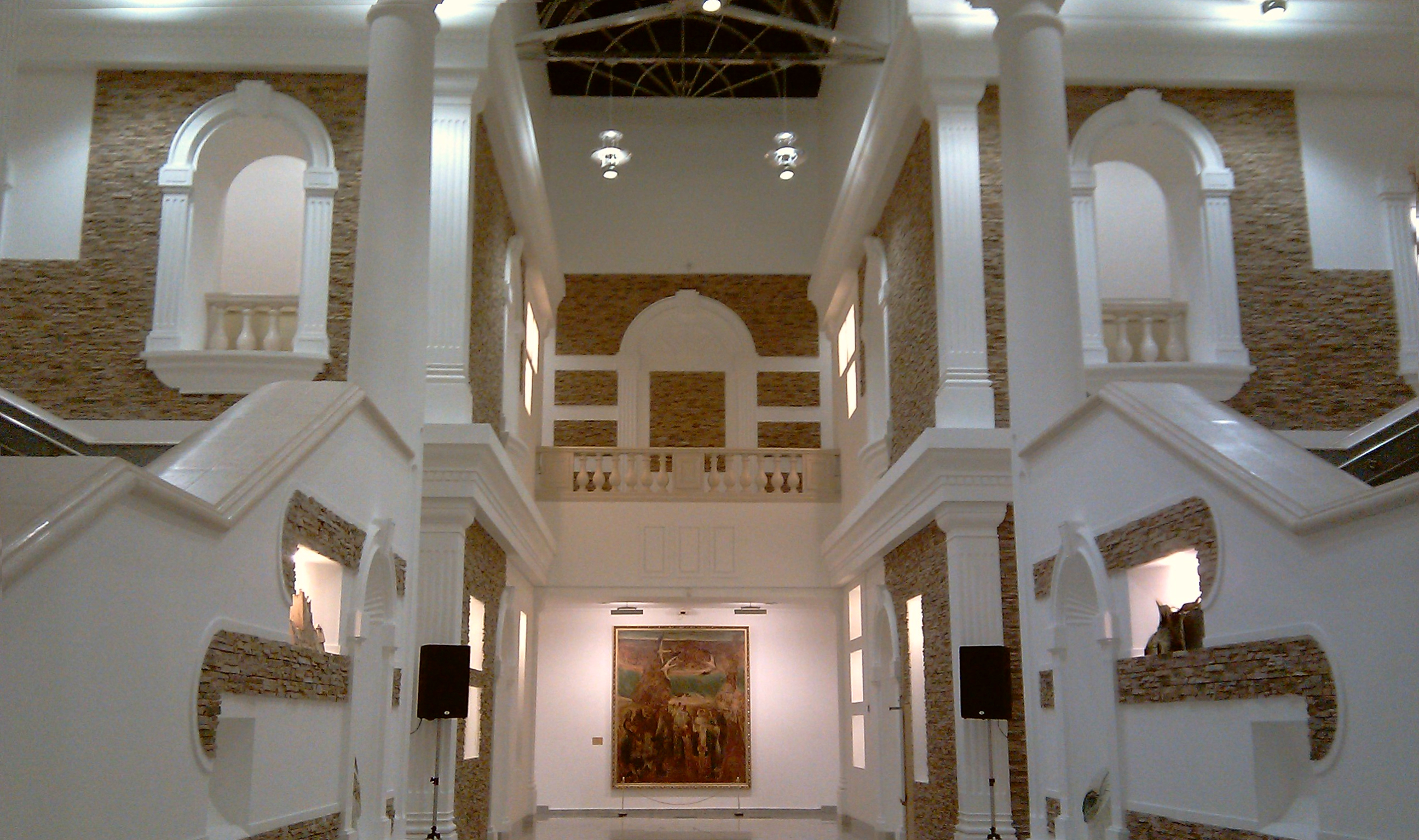
Холл нового корпуса Национального художественного музея РБ

Здание современного Национального художественного музея Республики Беларусь проектировалось как Государственная картинная галерея (автор проекта Михаил Иванович Бакланов).
В пояснительной записке к проектному заданию автором отмечалось: «При проектировании было найдено такое архитектурно-композиционное решение, которое позволило решить задачу застройки этого отрезка и достичь цельного архитектурного решения в объемной композиции всей застройки, в едином комплексе. Здание главным фасадом ориентировано на улицу Ленина. Вход в здание занимает самое выгодное место и подчеркнут лоджией. Стена в глубине лоджии обогащается лепным тематическим горельефом, изображение которого будет выполнено на фоне плоскости стены, обработанной смальтой».
Строительство завершено в 1957 году. В ходе строительства были внесены некоторые коррективы в первоначально запроектированное архитектурное оформление. Так, в частности, на главном фасаде были выполнены иные изображения капители колонн и пилястр, во входной части отсутствует тематический горельеф, изменены скульптурные композиции.
В художественном решении музея тесно переплелись две темы — триумф победы (торжественность и монументальность) и храм-хранилище художественных сокровищ. Главный фасад представляет собой синтез архитектуры и скульптурной пластики, переданных с высокой эстетической выразительностью.
Решение фасада музея характеризуется модернизированной интерпретацией классицистической темы, активным выразительным элементом является стилизованный аттик-фронтон со скульптурной композицией в завершении (скульптор Андрей Бембель). Ниши с аллегорическими скульптурными композициями (скульпторы Пётр Белоусов, Сергей Адашкевич, Лев и Марк Роберманы) фланкируют входную нишу с колоннадой композитного ордера. Барельефы на плоскости аттика поддерживают членение фасада.
Доминирующим является двухсветовой вестибюль с трехмаршевой лестницей, вокруг которой на втором этаже расположена открытая галерея. Выставочные залы решены анфиладой на том же втором этаже.

## Коллекции

### Древнебелорусское искусство
Коллекция древнебелорусского искусства (около 120 работ XII — конца XVIII в.) Национального художественного музея Республики Беларусь является самой значимой в государстве. Её активное формирование осуществлялось в послевоенные годы путём научных экспедиций 1946—1978 гг., благодаря которым для потомков сохранились уникальные иконы, образцы резьбы, ткачества и художественного литья.
В экспозиции представлены фрагменты фресок, иконы и резная скульптура, светские портреты, книжная графика и образцы декоративно-прикладного искусства XII—XVIII вв.
Раритетом сбора являются миниатюры рукописного шерешевского Евангелия XVI в. (происходит из церкви г.п. Шерешево Брестской обл., которая не сохранилась). Рядом демонстрируются иконы XV—XVI вв., выполненные с соблюдением традиций византийской художественной школы, — «Богоматерь Одигитрия», «Богоматерь Одигитрия Смоленская». В иконах «Спас Вседержитель» и «Параскева Пятница» гармонично сочетаются влияния византийской, русской и западноевропейской художественной традиций, которые повлияли на формирование самобытной белорусской иконописной школы.
В экспозиции представлен и ряд портретов, переданных Художественной галерее БССР в 1939 году из Несвижского замка Радзивиллов. Согласно инвентарям, фамильная портретная галерея одного из мощнейших магнатских родов Великого Княжества Литовского на 70-е годы XVIII в. насчитывала около тысячи полотен. Портреты создавались как неизвестными местными мастерами, так и придворными зарубежными художниками, к кругу которых относятся такие мастера, как Варфоломей Стробель (1591—1650), Андрей Стех (1635—1697) и др.

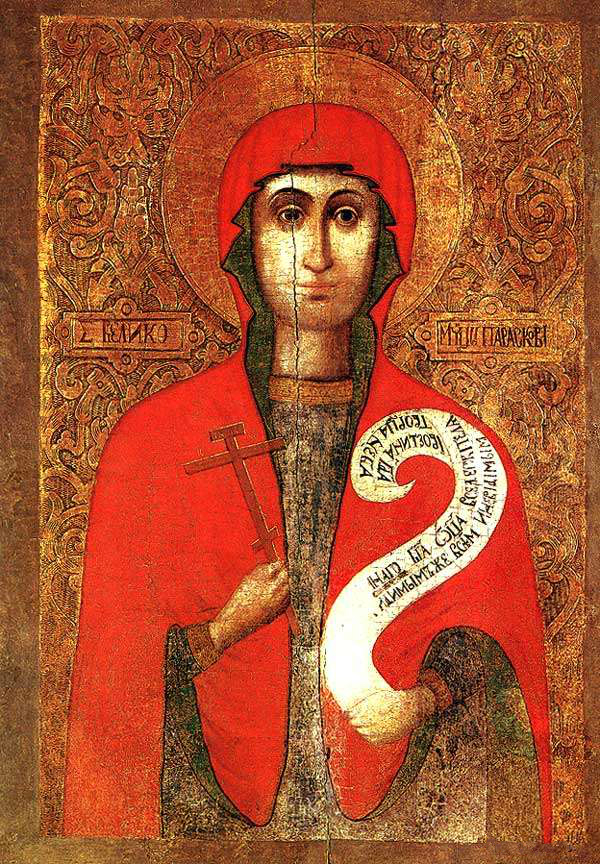
Параскева. Середина — вторая половина XVI в.
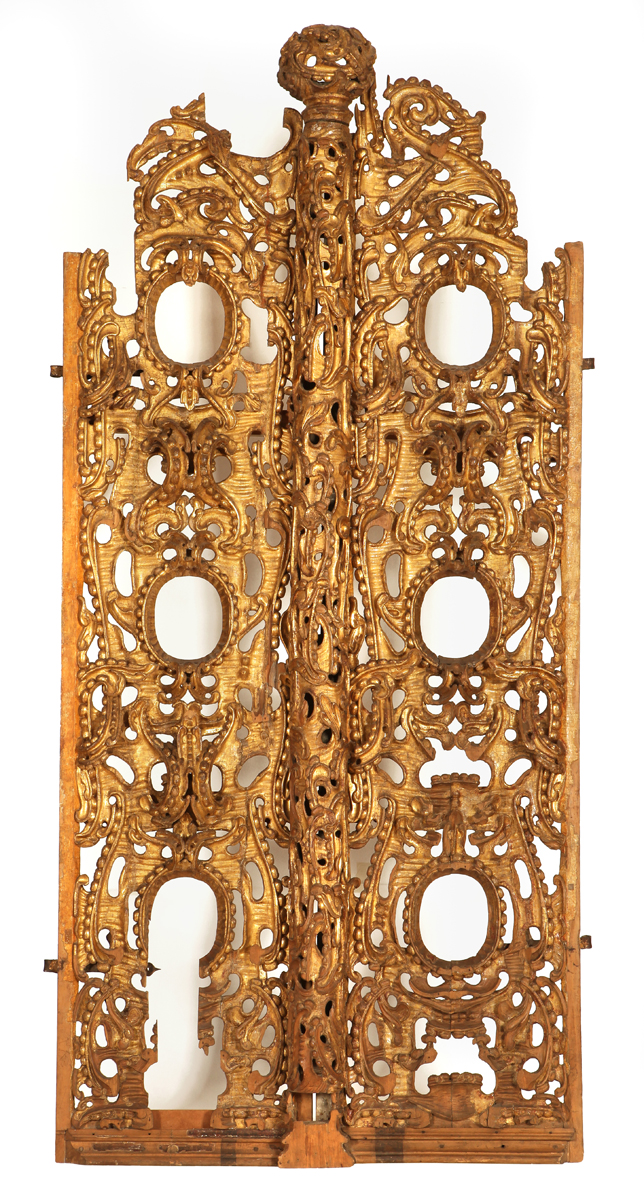
Царские ворота, XVI в.
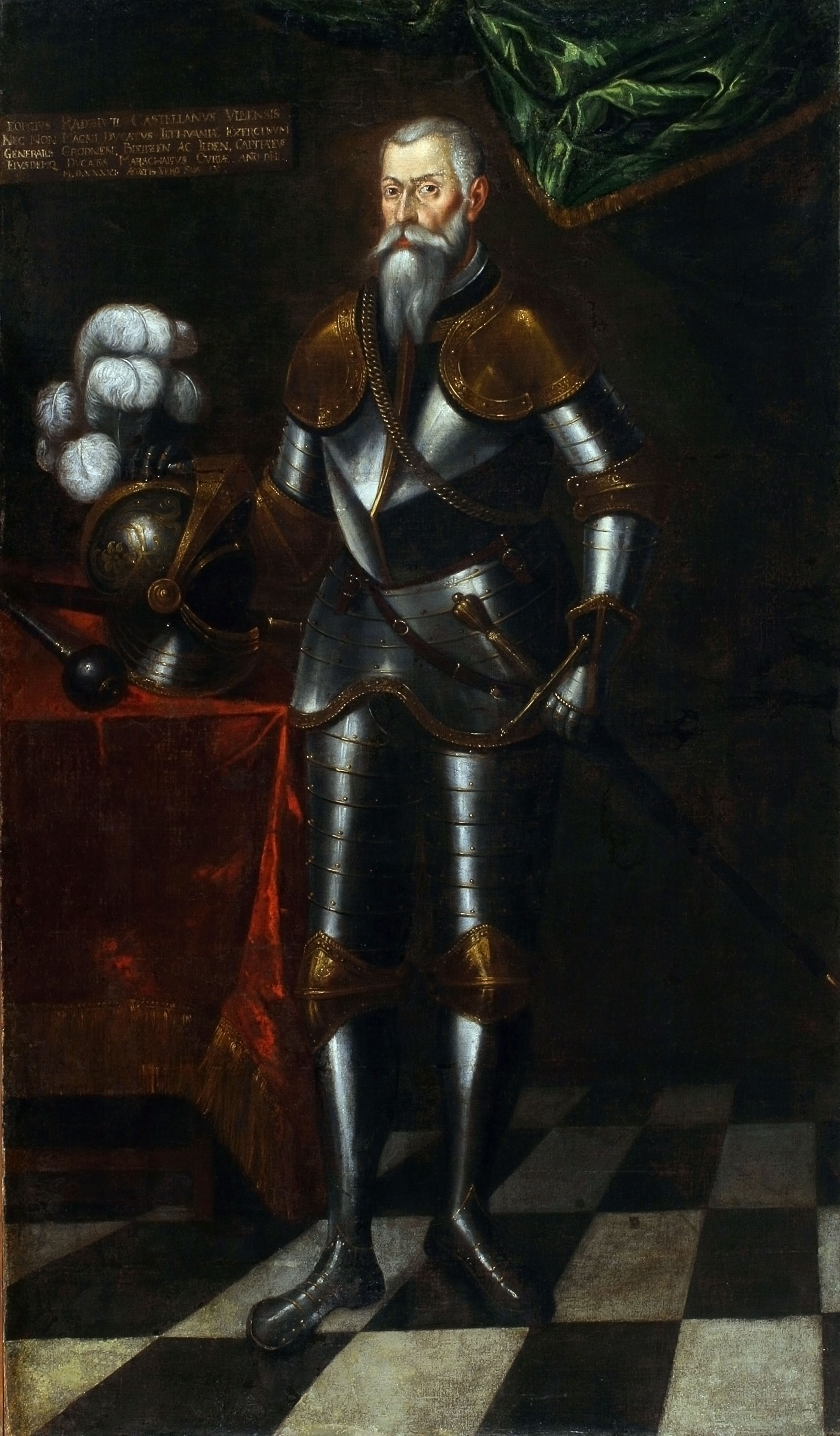
Портрет Юрия I Радзивилла. Первая половина XVII в.
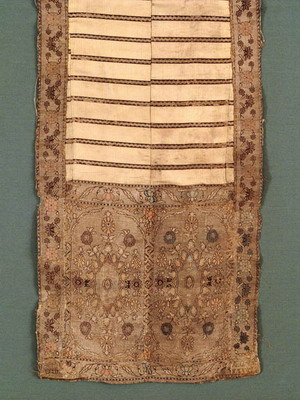
Слуцкий пояс, XVIII в.
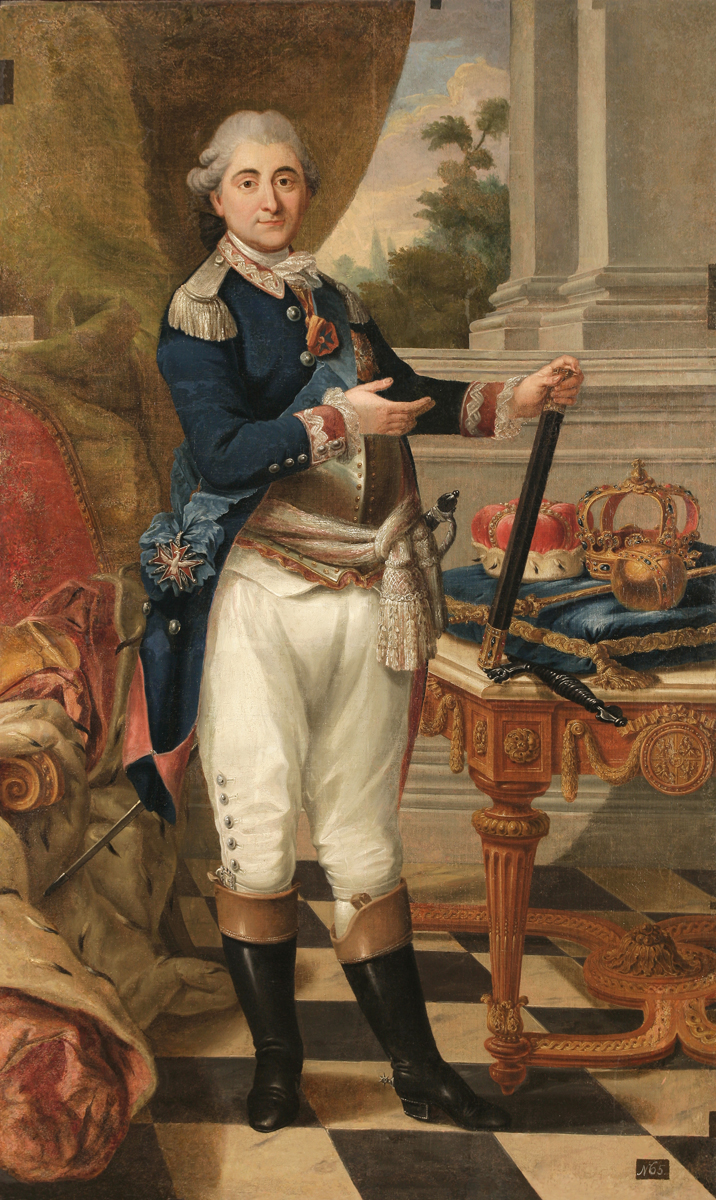
Юзеф Хески. Портрет Станислава Августа Понятовского. 1783 г.

### Белорусское искусство XIX в.
После разделов Речи Посполитой в конце XVIII в. нынешняя территория Белоруссии находилась в составе Российской империи. Искусство этого периода в сборе музея представлено художниками, которые учились в Петербурге и Москве и таким образом принесли в белорусское искусство русскую художественную традицию.
В музее находится большая коллекция произведений Ивана Фомича Хруцкого, прославившегося своими яркими декоративными натюрмортами («Цветы и плоды», «Цветы и фрукты», «Плоды и свеча», вторая половина 1830-х). Пейзажи и портреты разных лет представляют в экспозиции творчество уроженца Минской губернии Аполлинария Гиляриевича Горавского, выпускника Петербургской академии искусств и друга Павла Третьякова.
На конец XIX и начало XX в. приходится творчество двух известных пейзажистов, уроженцев Белоруссии — С. Ю. Жуковского и В. К. Бялыницкого-Бирули, которые получили образование в Московском училище живописи, ваяния и зодчества и находились под воздействием искусства И. И. Левитана и В. Д. Поленова. Их произведения постоянно появлялись на выставках передвижников, Московского общества любителей художеств, Союза русских художников.
Жемчужиной коллекции является работа белорусско-польского художника Фердинанда Рущица «У костёла» — одна из трёх работ этого художника, находящихся в стране.

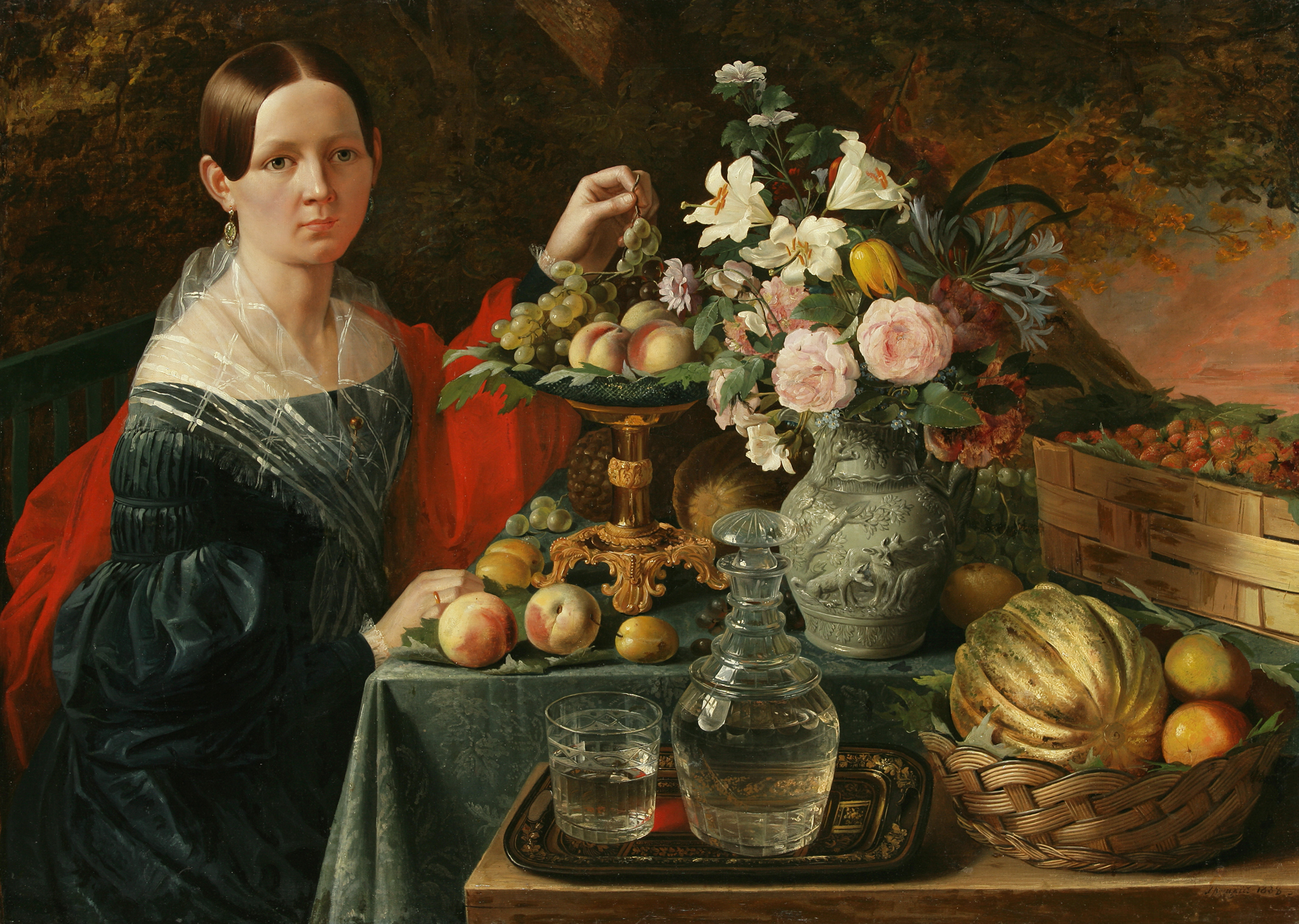
И. Хруцкий. Портрет неизвестной с цветами и фруктами. 1838 г.
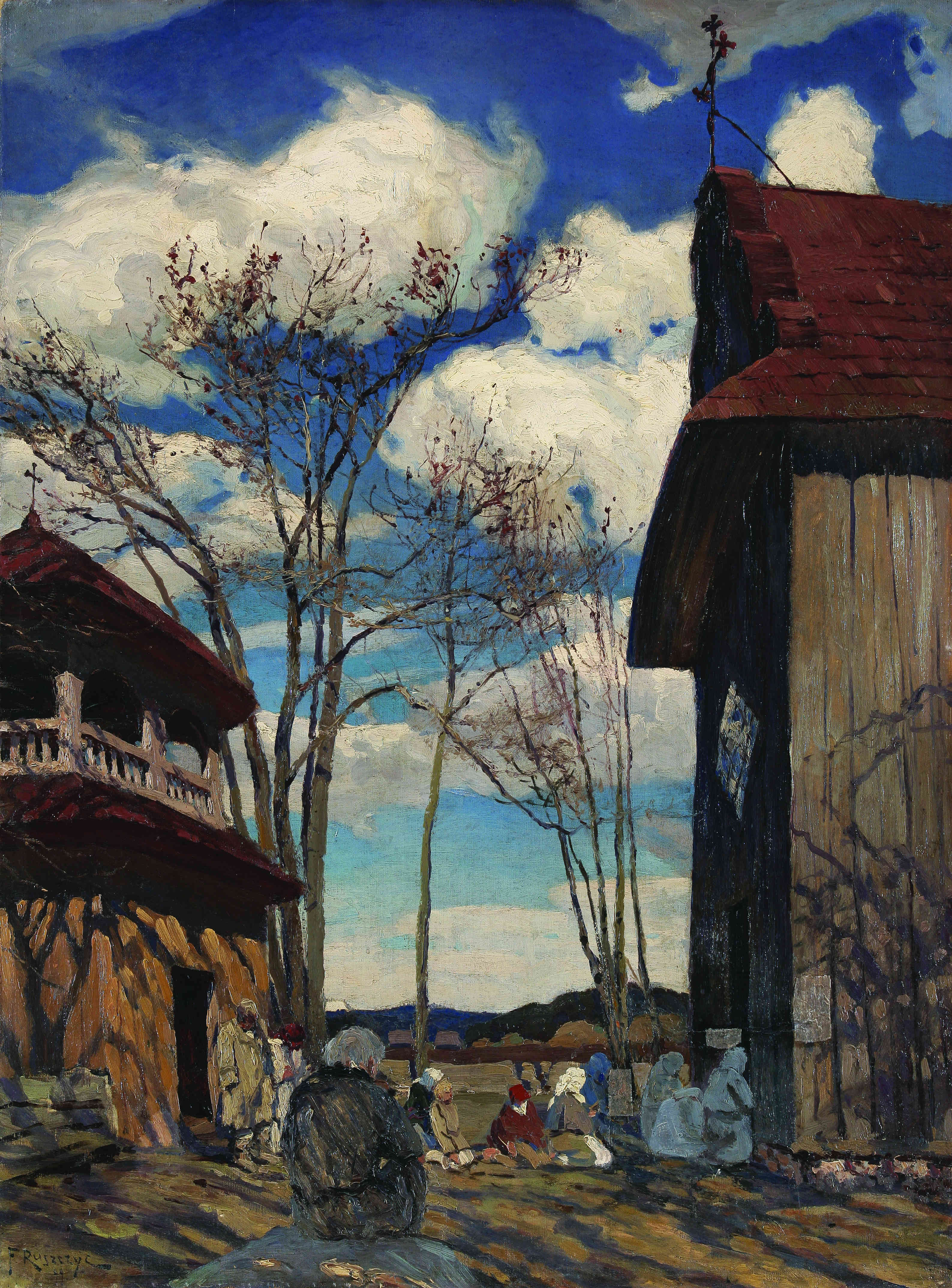
Ф. Рущиц. У костёла. 1899 г.

### Белорусское искусство XX — начала XXI в.
Экспозиция белорусского изобразительного и декоративно-прикладного искусства ХХ — начала XXI века была открыта в 2006 году и является наиболее полной за все годы существования музея. Сейчас в экспозиции находится 380 работ 193 художников.
Фонд современного искусства начал создаваться в 1939 году, но коллекция была практически полностью разграблена во время Великой Отечественной войны. Произведения стали приобретаться снова ещё в военное время у художников и частных коллекционеров. В 1947 году из Германии были возвращены некоторые ценности. В конце 1940-х гг. Минску было передано более 200 картин из бывшей Витебской галереи имени Ю. Пэна. С 1944 года началась целенаправленная закупка произведений современных художников Белоруссии. На сегодняшний день фонд белорусского искусства ХХ — начала XXI века насчитывает около 12 тысяч произведений живописи, графики, скульптуры, декоративно-прикладного искусства и постоянно пополняется.
Начиная с 1920-х гг. в белорусском изобразительном искусстве наблюдается определённый отход от канонов академизма и живописно-пластических принципов позднего передвижничества в пользу новой образной речи, связанной с традицией авангардизма. Художники не стремятся к детальной моделировке отраженного, отказываются от академических правил рисунка и перспективы, иллюзорности цвета, строят пространственные объёмы локальными цветовыми пятнами, достигают обостренного восприятия мира путём деформации и стилизации формы.
Все произведения, представленные на постоянном музейном экспонировании, являются «знаковыми», наиболее ярко отражая тот или иной период в истории белорусского искусства.

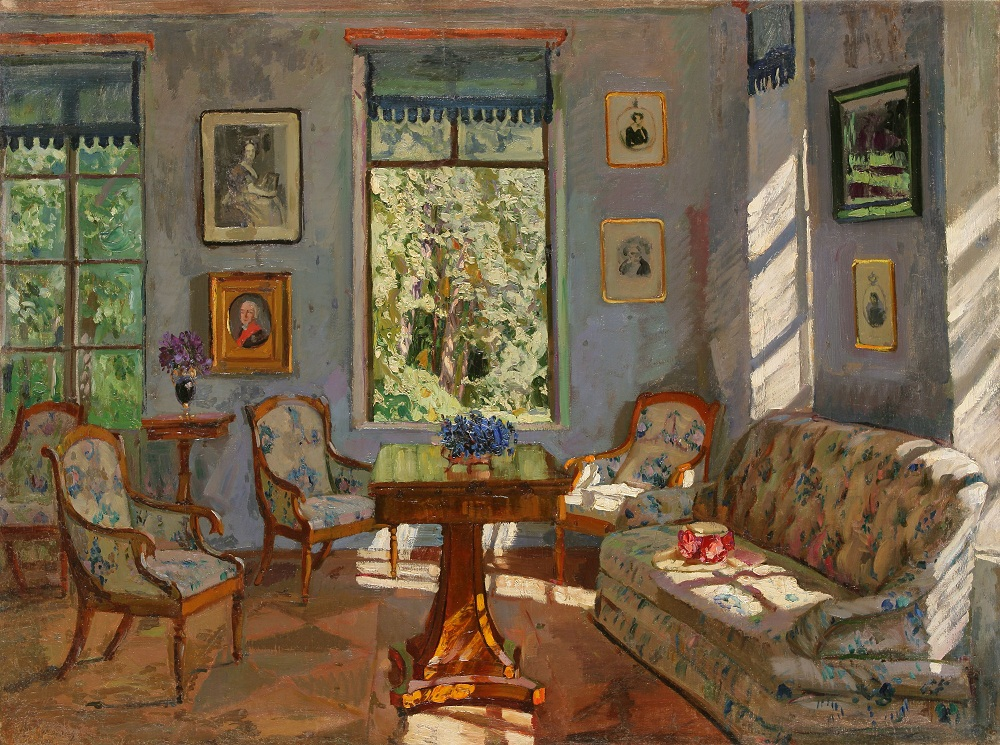
С. Ю. Жуковский. Угловая гостиная. 1916
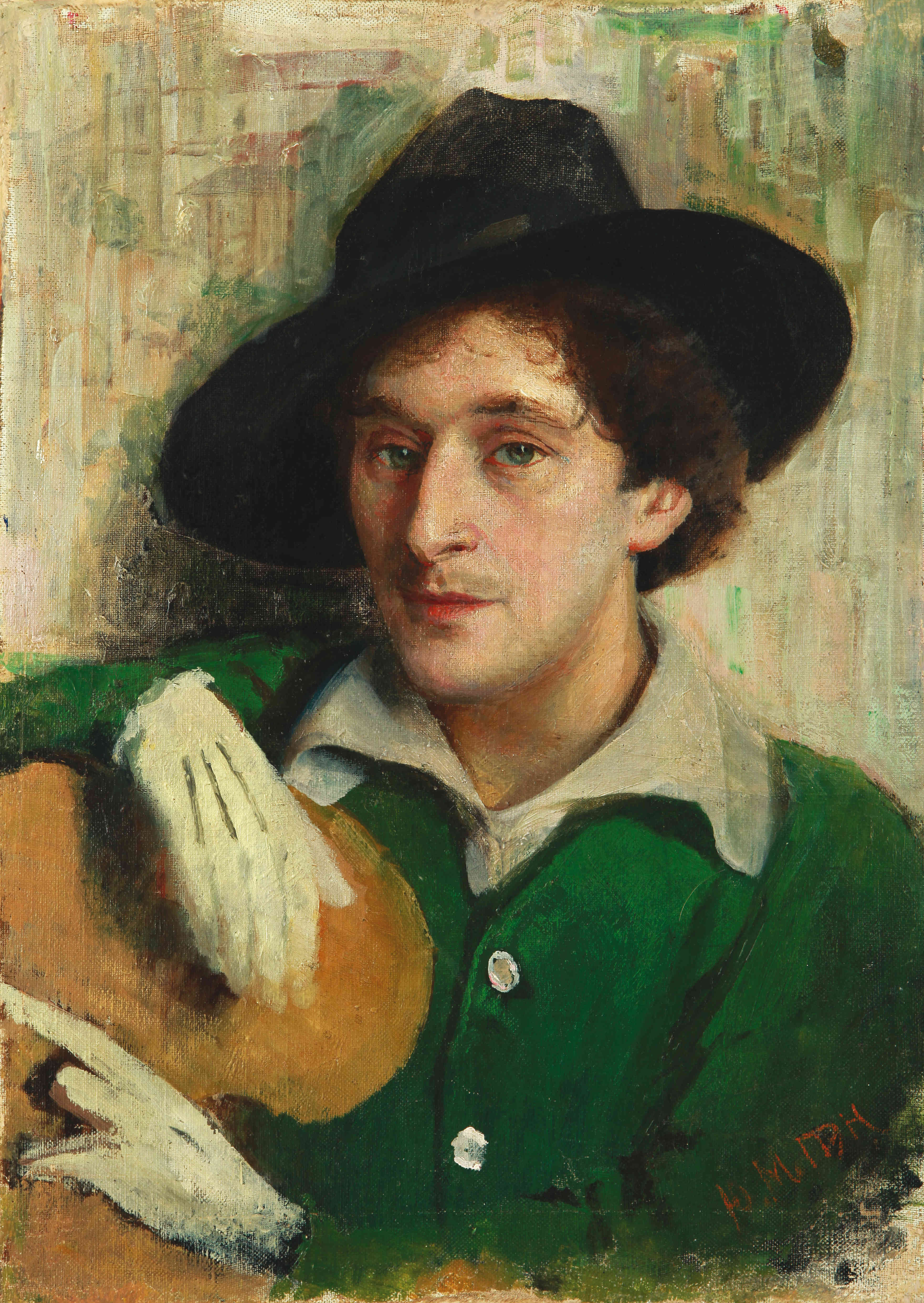
Ю. Пэн. Портрет М. Шагала. Середина 1910-х.
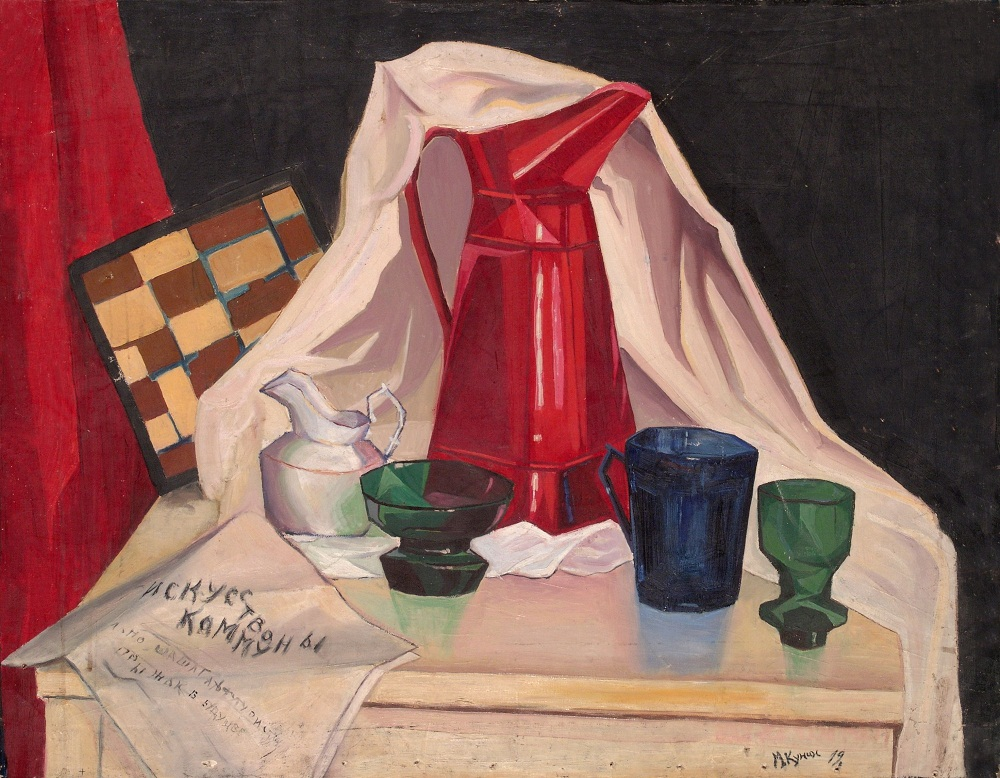
М. Кунин. Искусство коммуны. 1919
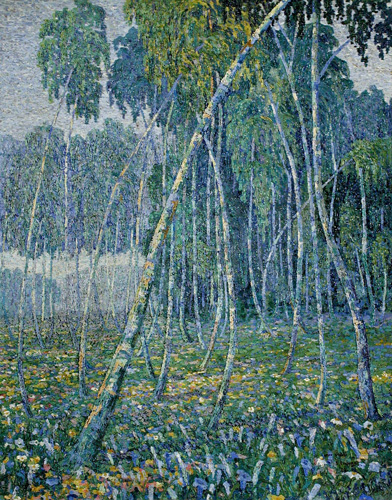
В. Кудревич. Утро весны. 1924
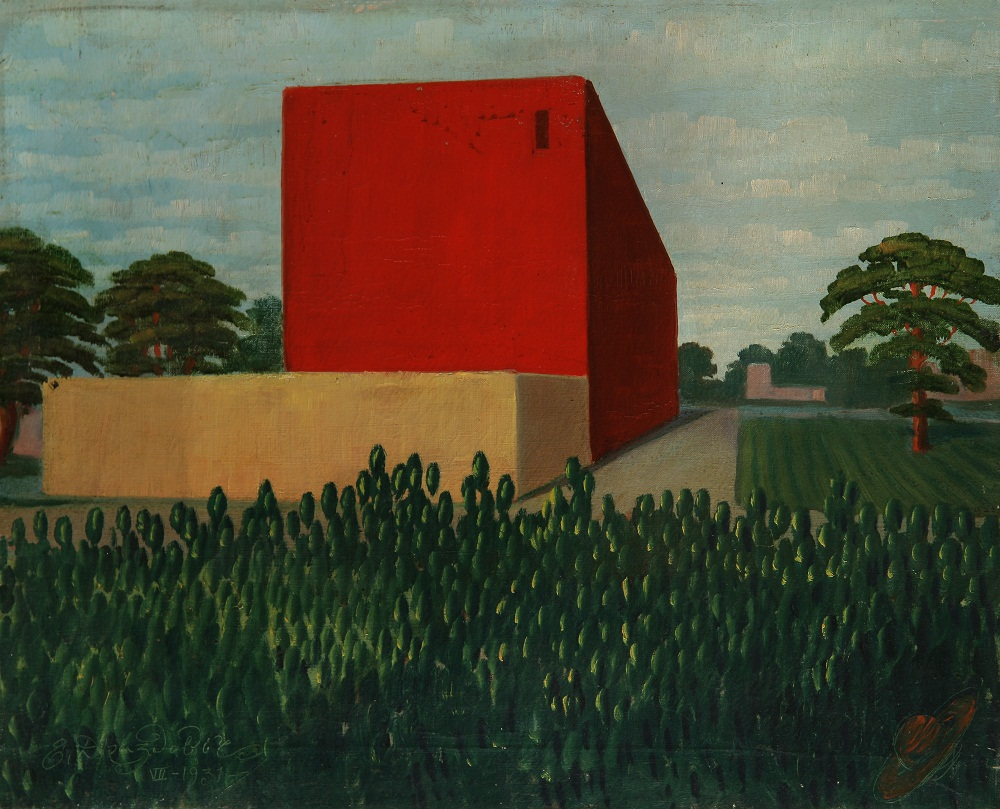
Я. Дроздович. Обсерватория на кольце Сатурна. 1931
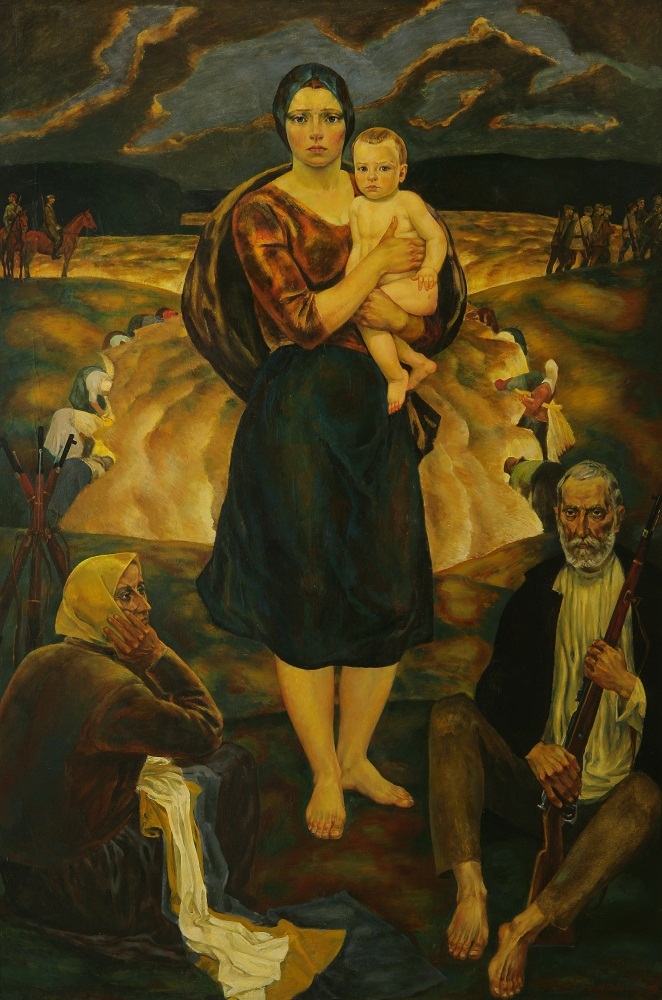
М. Савицкий. Партизанская мадонна. 1978
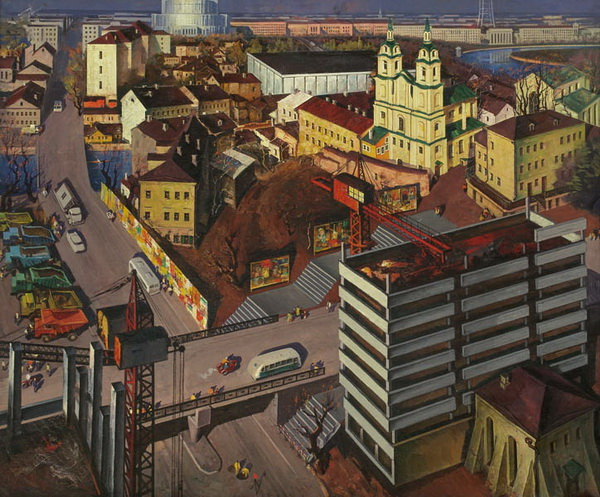
М. Данциг. Мой город старый-молодой. 1972
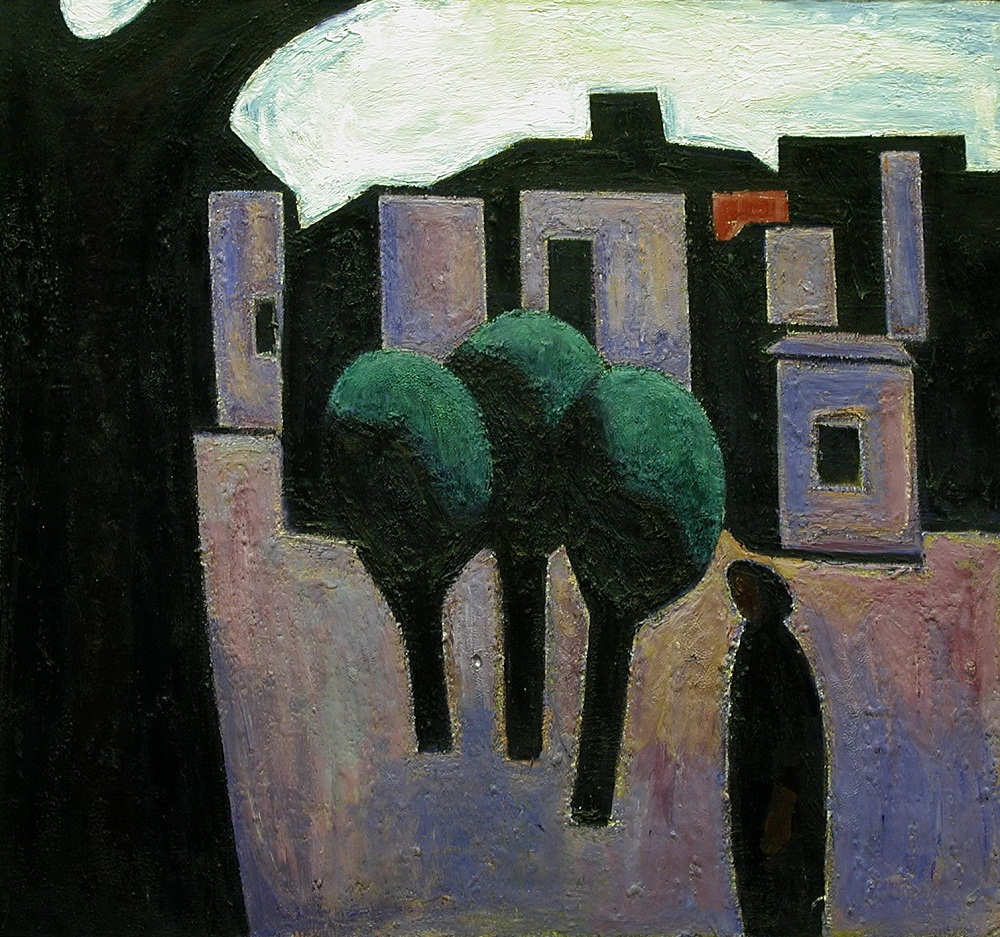
Израиль Басов. Дома и деревья. 1972

### Русское искусство XVIII — начала XX в.
Коллекция русского искусства занимает одно из ведущих мест в собрании Национального художественного музея. Охватывает период своего создания с XVIII до начала XX века и включает в коллекцию произведения живописи, скульптуры, графики и декоративно-прикладного искусства. Представленные в пяти экспозиционных залах произведения русской живописи дают уникальную возможность проследить основные этапы становления и формирования стилей в русском искусстве от эпохи Просвещения Петра I до эпохи художественных объединений начала XX в. Всего коллекция насчитывает более пяти тысяч произведений, среди которых полотна В. А. Тропинина, Б. М. Кустодиева, В. В. Пукирева, И. К. Айвазовского, И. И. Шишкина, А. И. Куинджи, И. Е. Репина, К. Е. Маковского, И. И. Левитана, К. А. Коровина, М. А. Врубеля, И. И. Машкова.

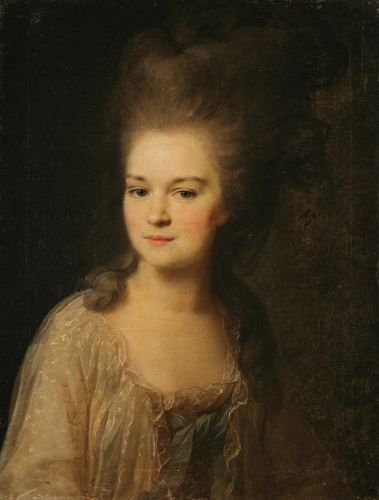
Ф. Рокотов. Портрет А. П. Кутайсовой. Начало 1780-х гг.
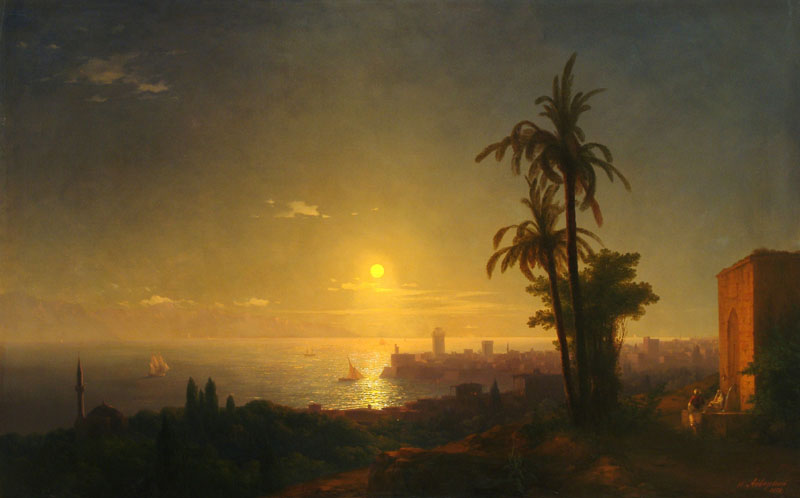
И. Айвазовский. Ночь на острове Родос. 1850
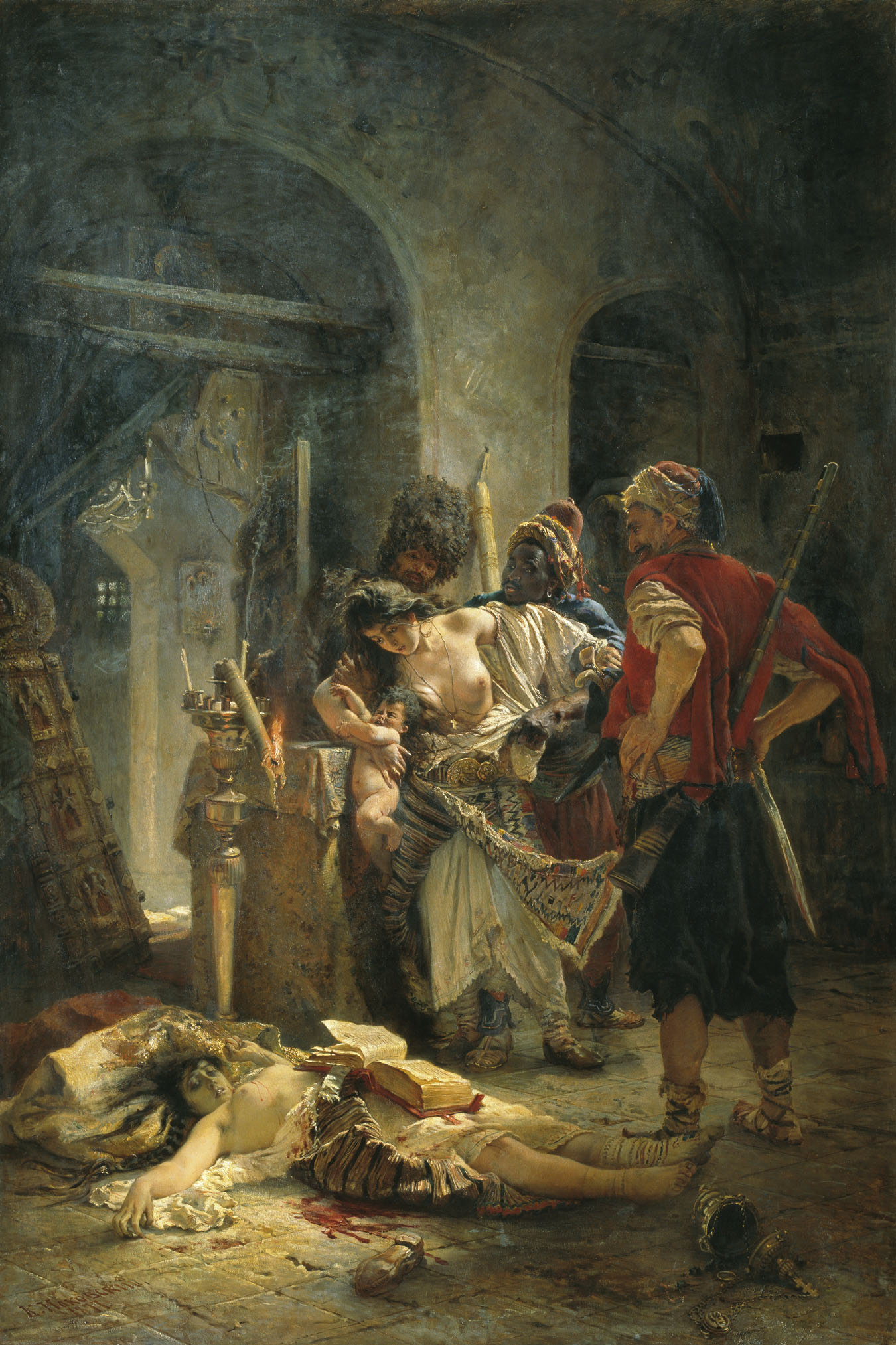
К. Маковский. Болгарские мученицы. 1877 г.
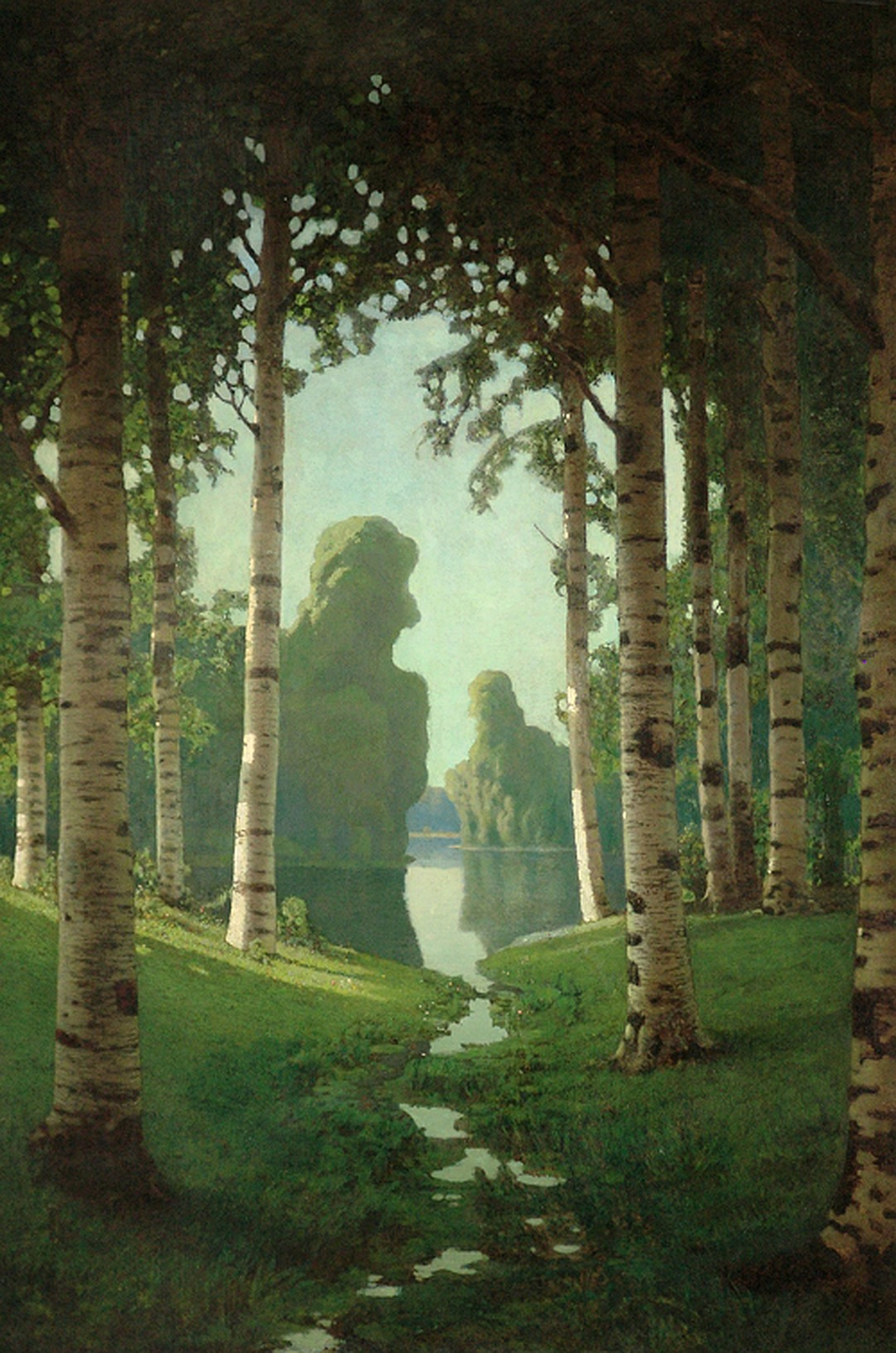
А. Куинджи. Березовая роща. 1901 г.
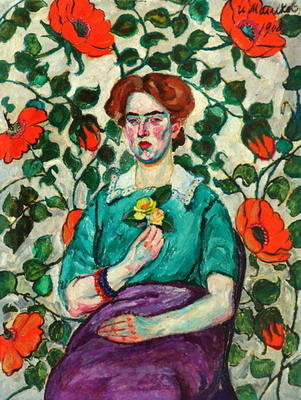
И. Машков. Портрет женщины. 1908 г.

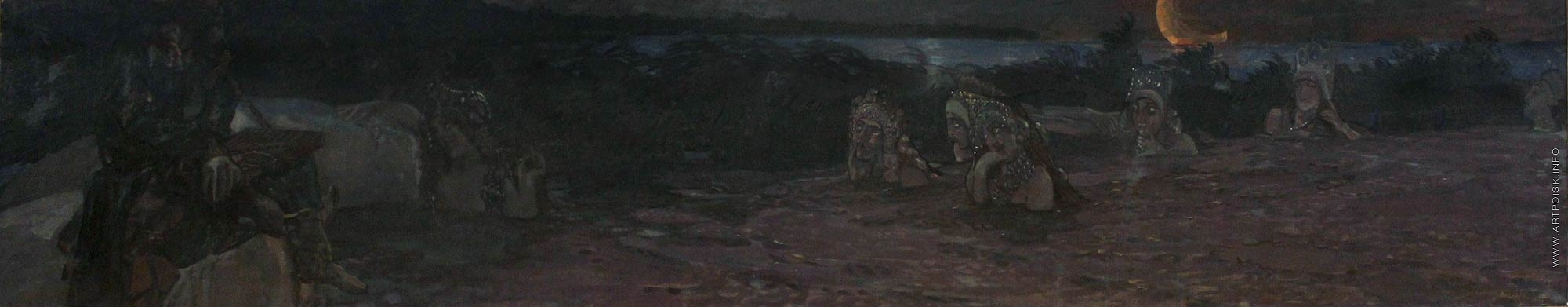
М. Врубель. Садко. 1898—1899 гг.

### Европейское искусство XVI—XX вв.
Начало собирательской деятельности музея в этом направлении необходимо отнести к концу 1940-х годов. Особенно интенсивно фонд европейского искусства пополнился в 1960—1970-е годы. Произведения, экспонируемые в этом зале, позволяют проследить сложный многовековой путь развития искусства Европы начиная с конца XVI и почти до XX века.
С искусством Италии XVI—XVIII веков знакомят портреты, картины на мифологические и библейские сюжеты.
Искусство Голландии XVI века отмечено общими для европейского искусства чертами. В центре внимания художников по-прежнему остаются человек и его неразрывная связь с окружающим миром. Основными сюжетами остаются религиозные, но в трактовке нидерландских мастеров они наполнены большей повествовательностью и любовью к деталям.

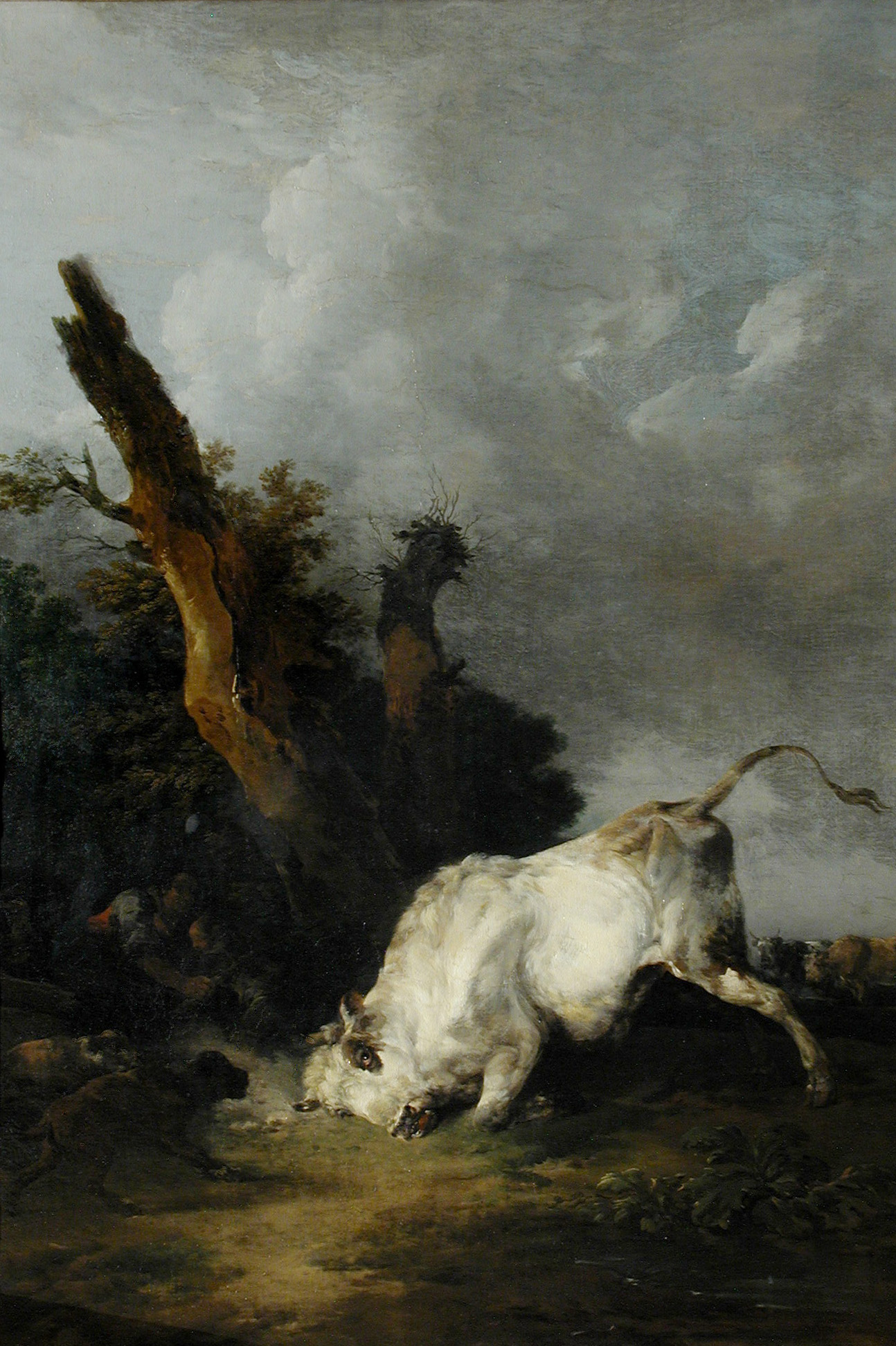
Франческо Казанова. Пейзаж с быком.
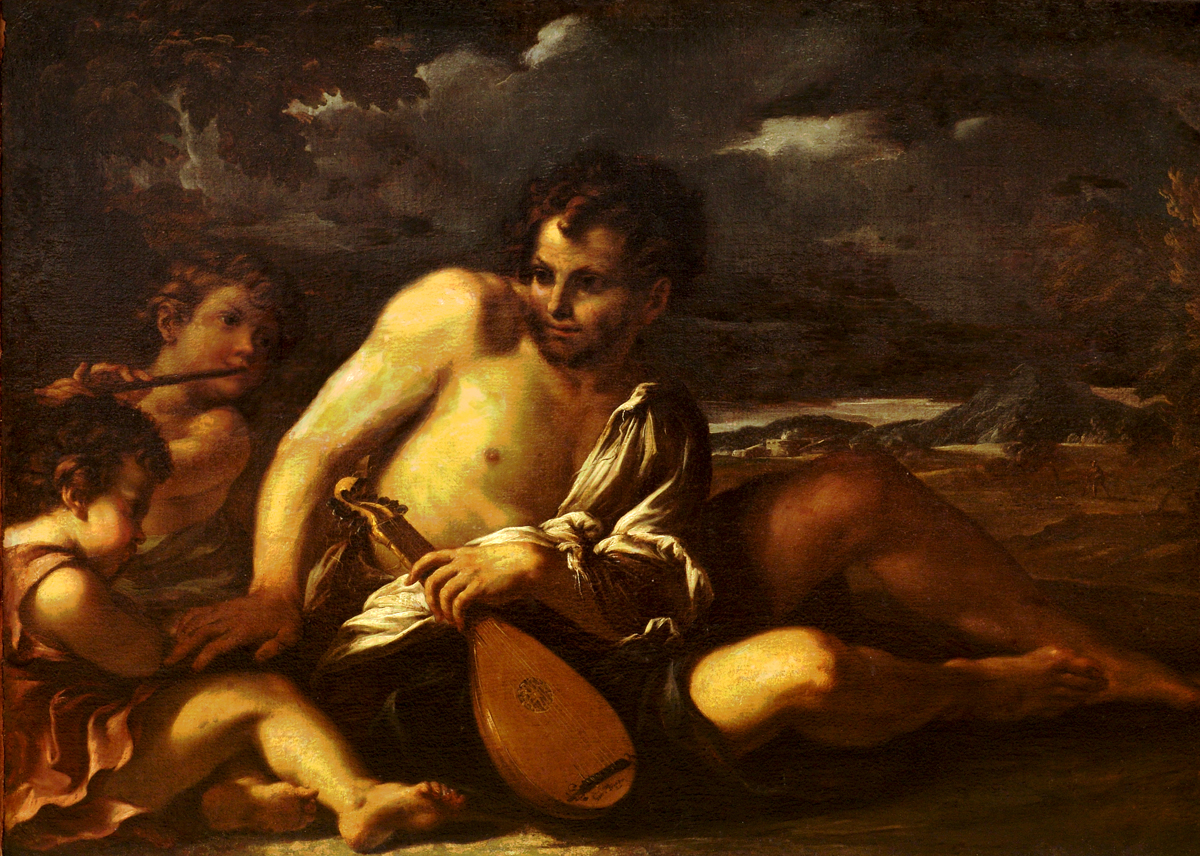
Джироламо Троппа. Мифологический сюжет. 1710 г.
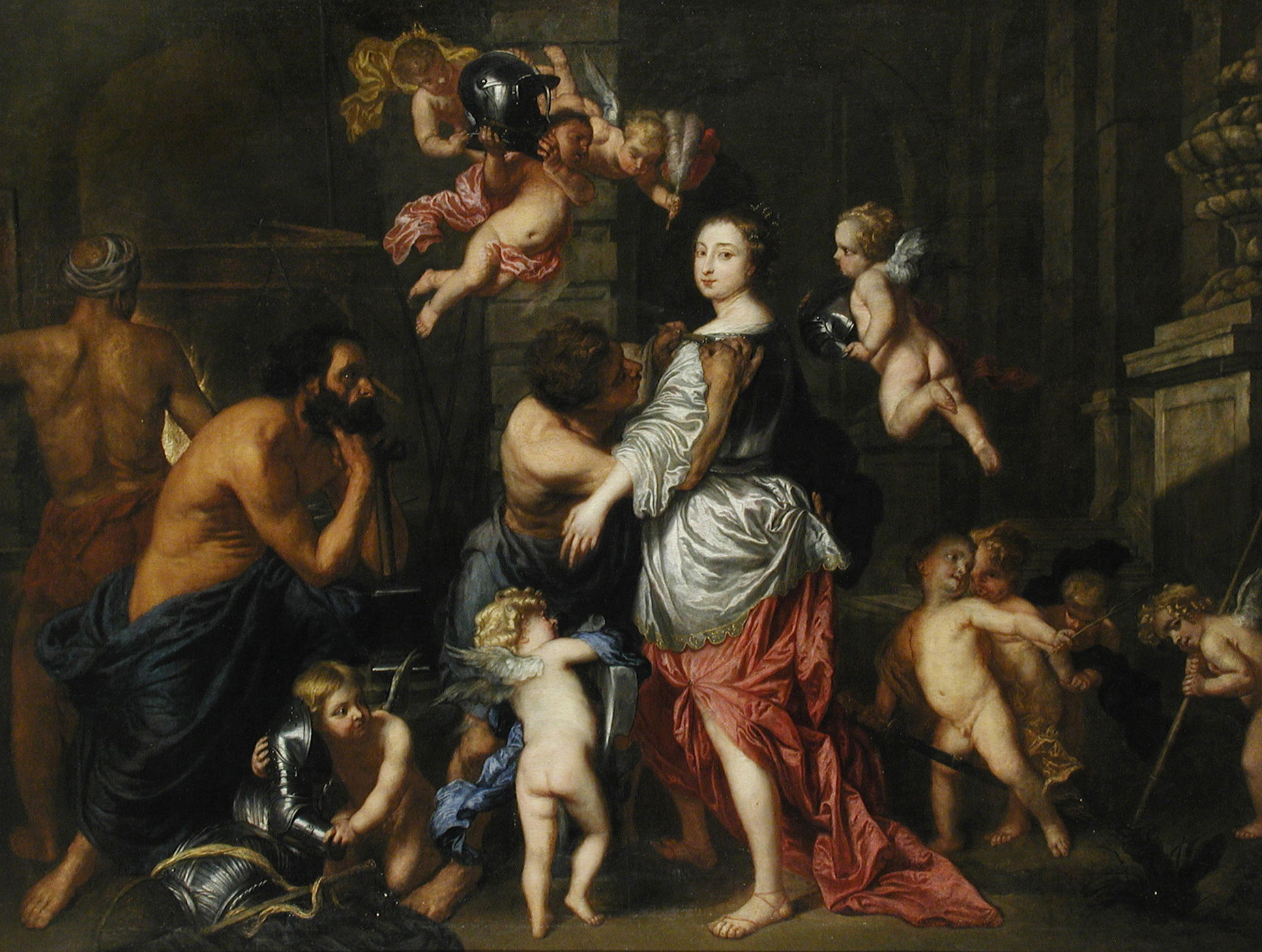
Питер Тиз. Венера в кузнице Вулкана. XVII в.
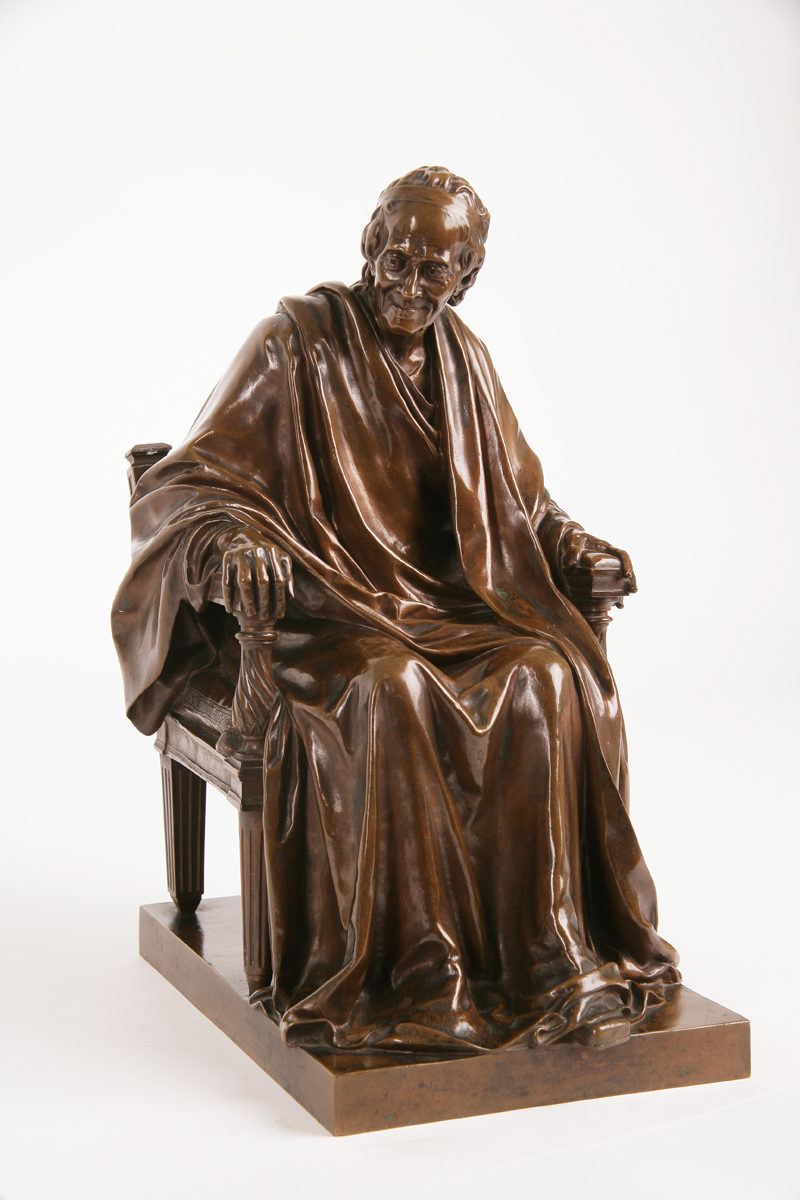
Ж.-А. Гудон. Вольтер, сидящий в кресле. Отлив после 1839 г.

Представление о своеобразии фламандской живописи XVII века дают живописные полотна Я. Ф. Блумена, Я. Кесселя Старшего, П. Тиза. В картине «Венера в кузнице Вулкана», написанной П. Тизом (1624—1677/1679), известным мастером фламандской школы и одним из лучших учеников Ван Дейка, на сюжет из «Энеиды» Вергилия, персонажи античной легенды наделяются настоящим фламандским характером, где при безудержной художественной фантазии всё приобретает черты убедительной правды, реальности и достоверности мира, который они отражают. Параллельно с крупноформатными картинами развивалась во Фландрии и так называемая «кабинетная живопись» со всеми её любимыми жанрами, включая цветочный натюрморт «Мадонна в цветах» Даниэля Сегерса, типичный для творчества художника, автора многочисленных гирлянд и венков из цветов, которые обрамляют небольшие сцены религиозного содержания, написанные другими художниками.

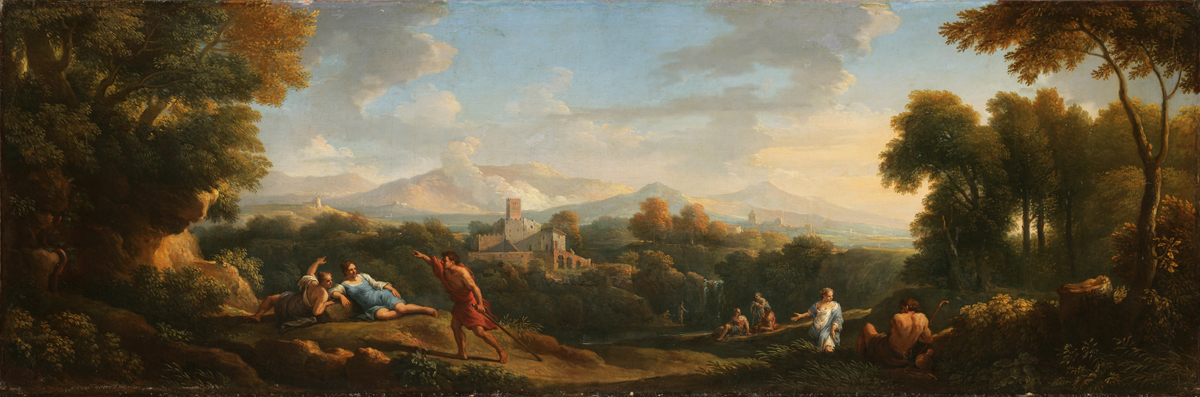
Ян Франс Блумен. Пейзаж с фигурами.

Гордостью коллекции французского искусства XVII—XIX веков являются произведения Г. Робера, К.-Ж. Верне, А. Гриму, Ф. Жерара, Ж.-Б. Реньё, Ж.-Ф. де Труа и другие.
С живописью Австрии, Англии, Германии, Дании, Бельгии, Польши знакомят произведения В. Петера, Дж. Морланда «Возвращение охотника», 1792, Т. Баркера, Х. Йенсена, Д. Нотера, Ю. Рапацкого и другие.
Кроме живописи в экспозиции можно увидеть также работы крупнейших скульпторов Италии, Франции XVIII—XIX вв. и изделия известных фарфоровых мануфактур Европы XVIII — начала XX в., таких как Королевская саксонская фарфоровая мануфактура в Мейсене, Берлинская Королевская фарфоровая мануфактура и других.

### Искусство стран Востока XIV—XX вв.
Национальный художественный музей Республики Беларусь располагает обширным собранием памятников культуры и искусства народов Востока. История этой коллекции начинается с конца 1950-х годов, когда Министерством культуры КНР было передано в музей значительное собрание произведений декоративно-прикладного искусства Китая. В 1960 году существенную помощь в пополнении коллекции оказал Государственный музей искусства народов Востока в Москве. Приобретения у частных коллекционеров впоследствии значительно пополнили и расширили собрание. Сегодня в коллекции представлены традиционные виды искусства стран Передней, Средней, Центральной, Южной и Юго-Восточной Азии, Кавказа и Дальнего Востока: живопись и скульптура, миниатюра и искусство народной картины, ткачество и художественный металл, керамика и фарфор, расписная и перегородчатая эмаль, резьба по дереву, кости, камню, расписные и резные лаки.

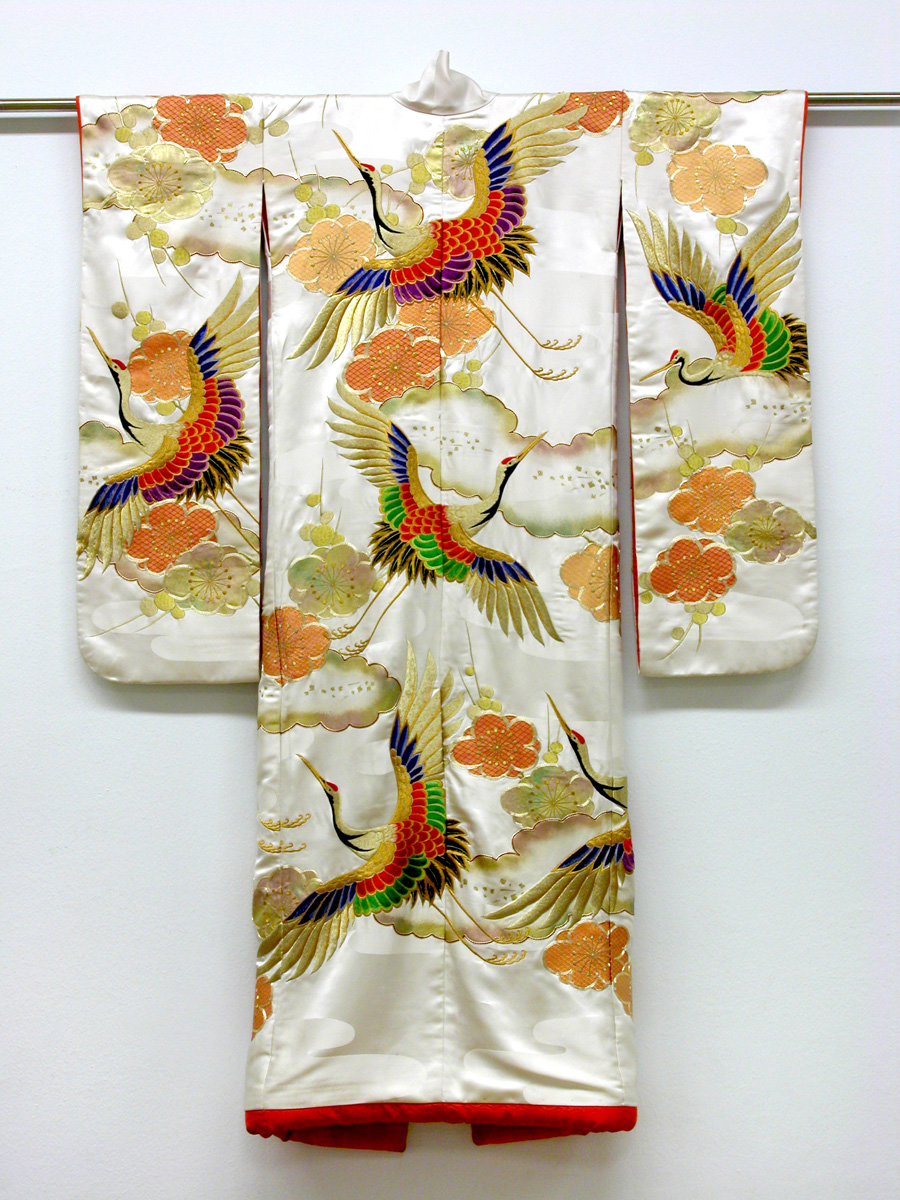
Белое утикаке. Япония
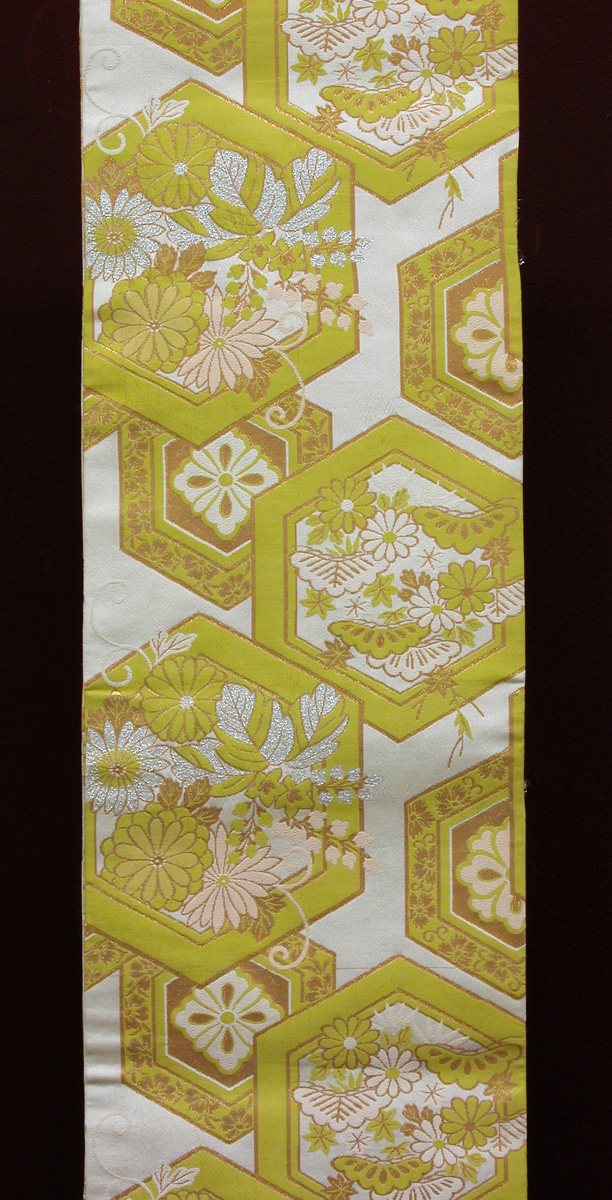
Пояс оби. XIV в. Япония
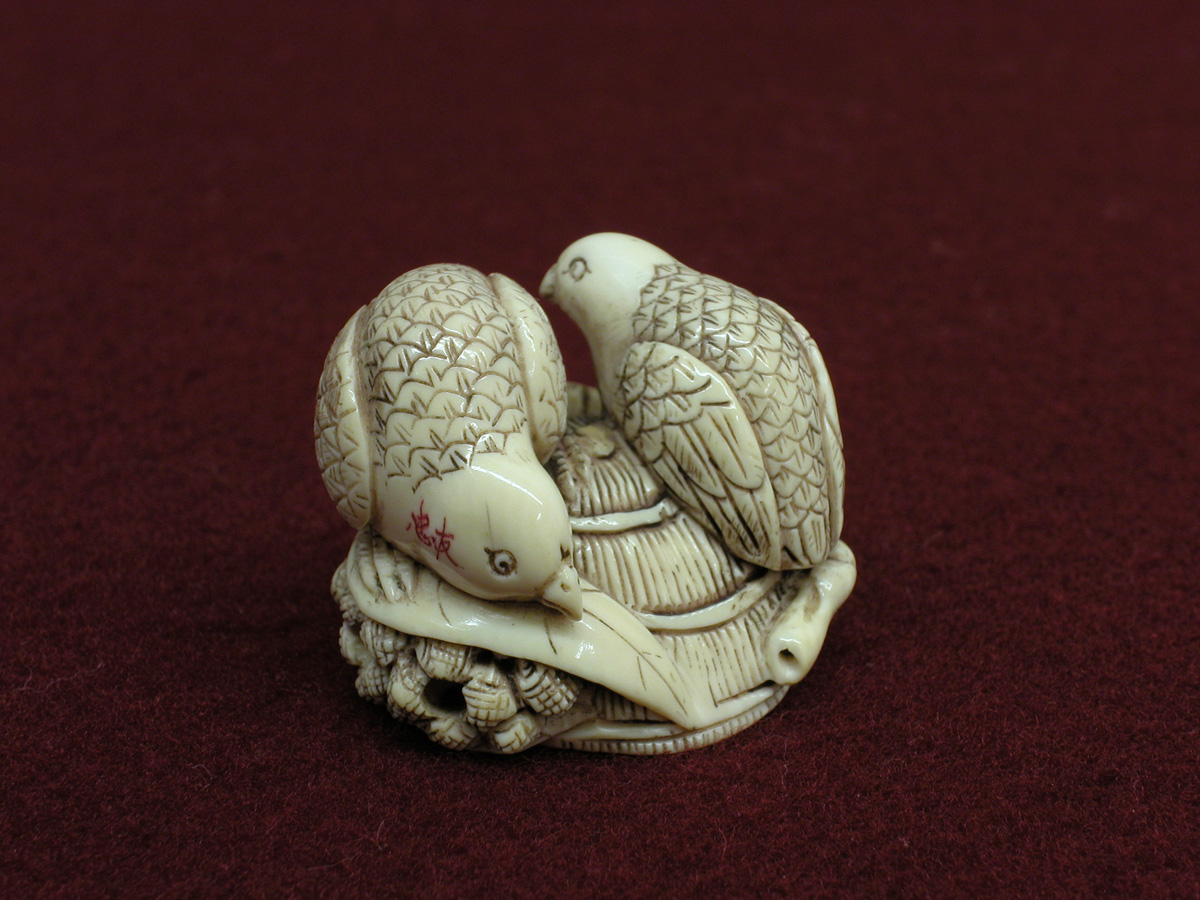
Нецке. Япония
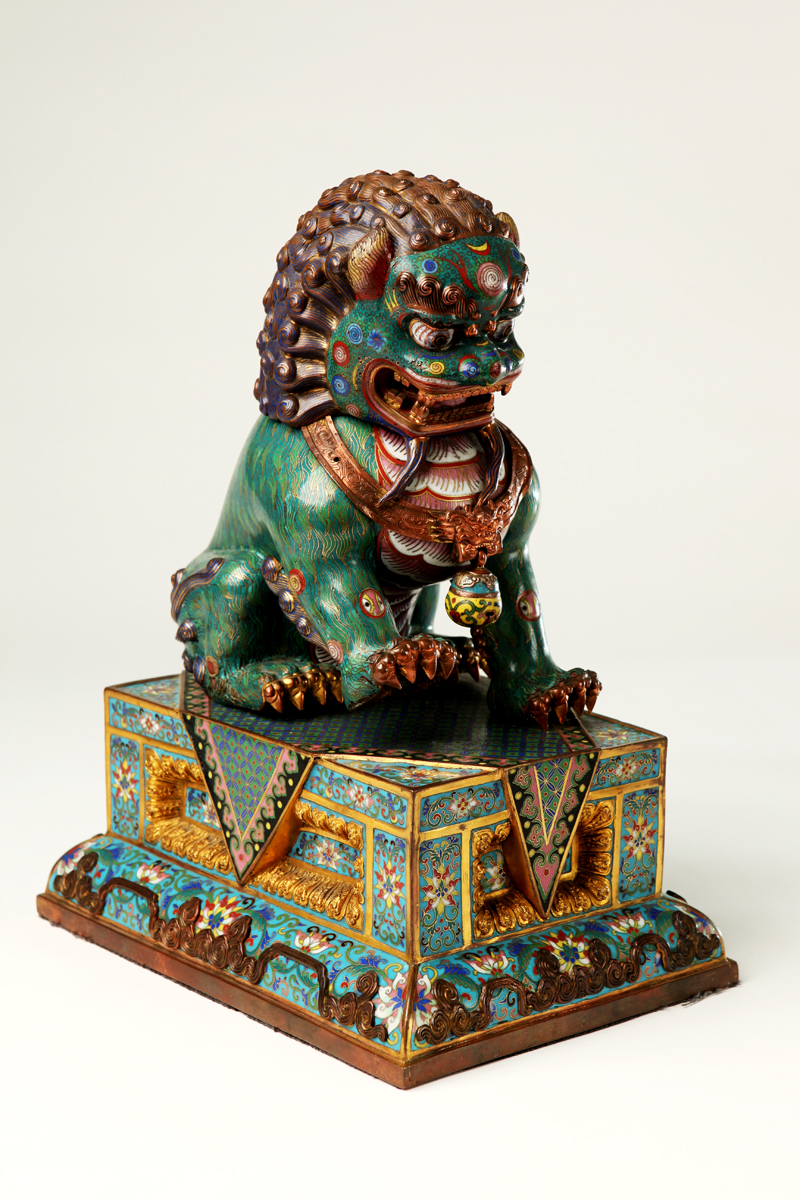
Лев Фо

## Деятельность

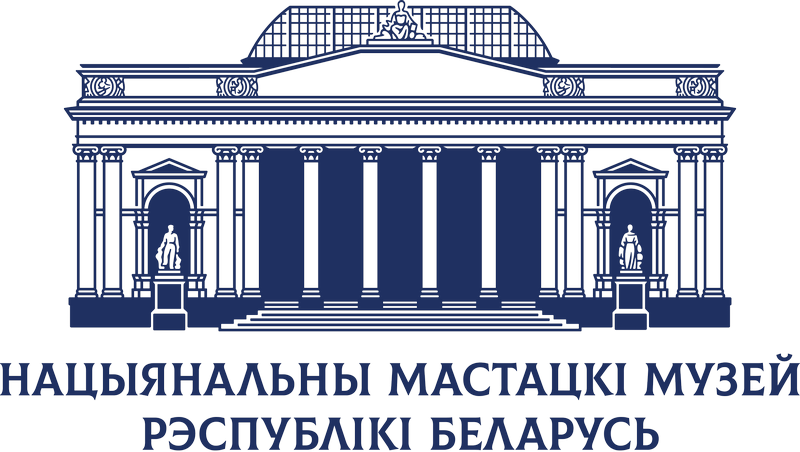
Логотип Национального художественного музея Белоруссии

Музей проводит научно-исследовательскую, собирательскую и популяризаторскую работу, устраивает выставки произведений белорусских и зарубежных мастеров, осуществляет научную и творческую связь с зарубежными музеями, организовывает выставочный обмен, проводит лекции, экскурсии, занятия клубов искусствоведов и любителей искусства, помогает создавать картинные галереи, художественные отделы в других городах. Издаёт каталоги, альбомы, открытки.
При музее работают библиотека, лекторий, студия детского искусства и кафе.

## Научные отделы
- Отдел древнебелорусского искусства
- Отдел современного белорусского искусства
- Отдел русского и зарубежного искусства
- Научно-фондовый отдел
- Отдел научно-реставрационных мастерских
- Редакционно-издательский отдел
- Выставочный отдел
- Отдел научно-просветительской работы
- Отдел автоматизированных систем управления и технических процессов
- Библиотека и архив[5]

## Филиалы
- Дом Ваньковичей (Минск)
- Музей белорусского народного искусства в Раубичах
- Музей Бялыницкого-Бирули

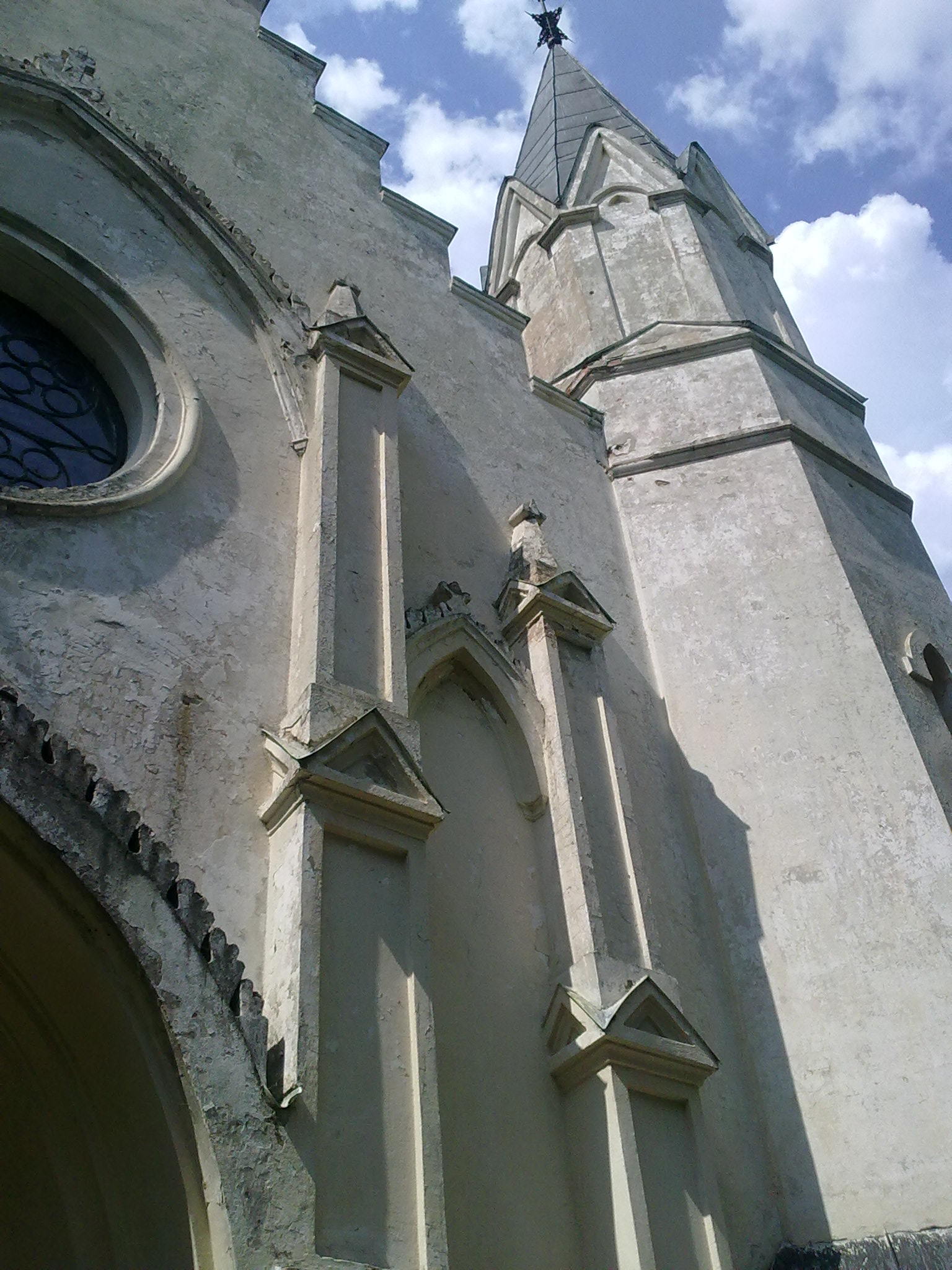
Костёл св. Матвея Апостола в Раубичах, в котором размещается Музей народного искусства
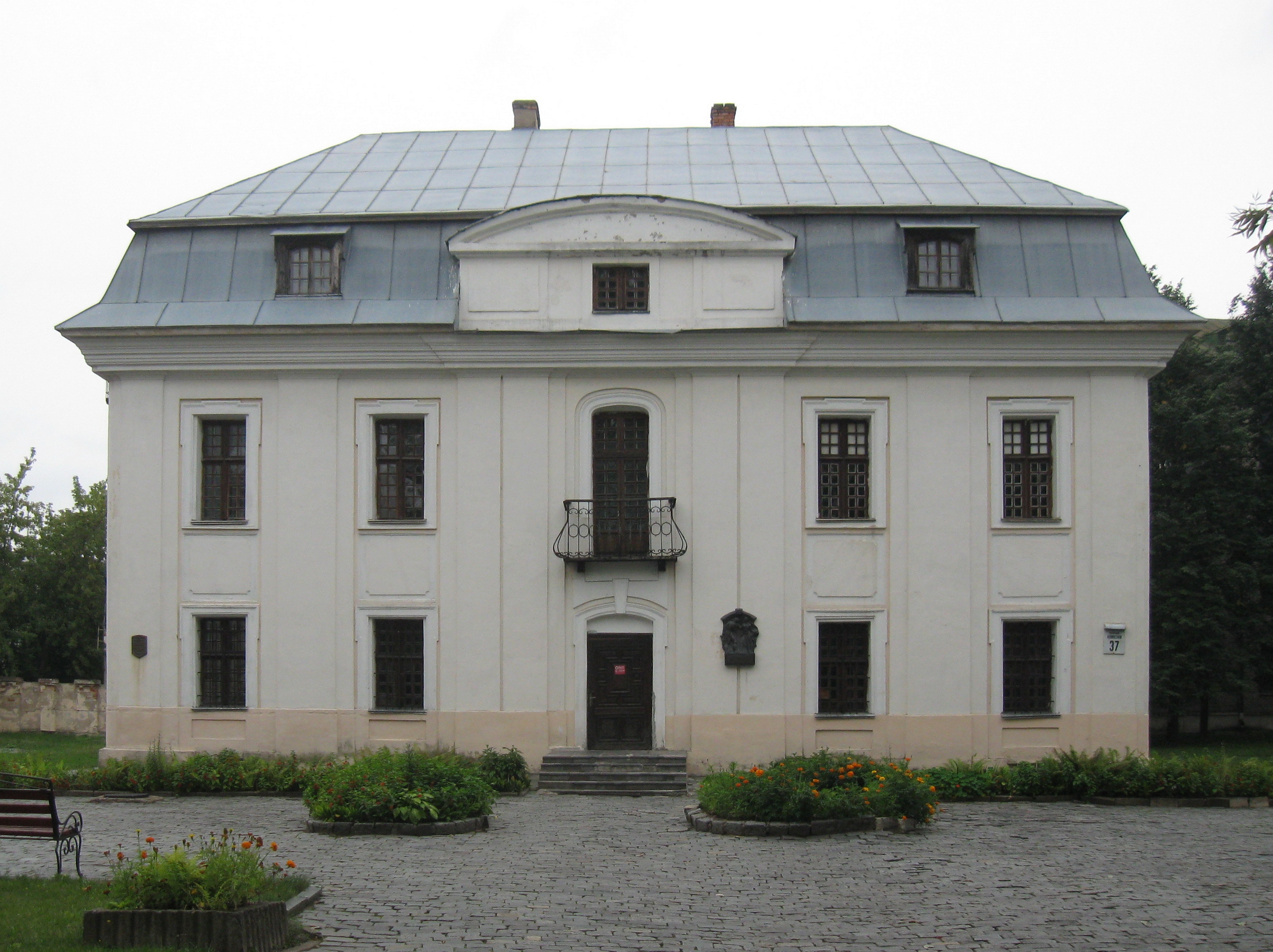
Музей В. К. Бялыницкого-Бирули в Могилеве
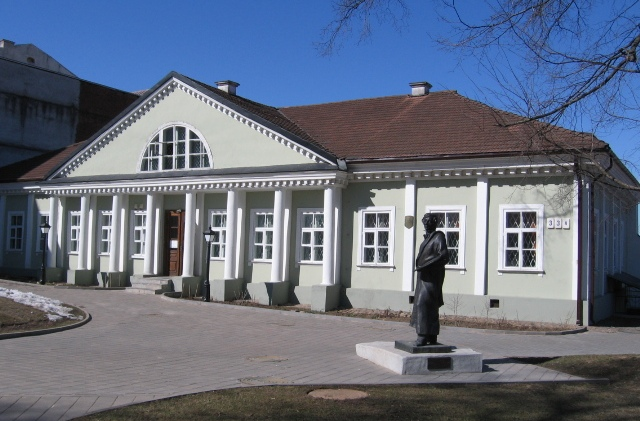
Дом Ваньковичей

## Музей на конвертах, марках, банкнотах

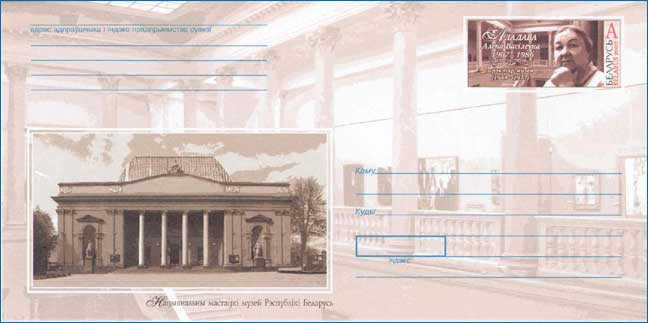
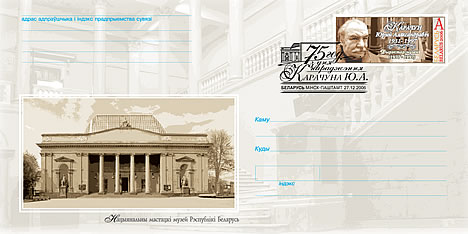
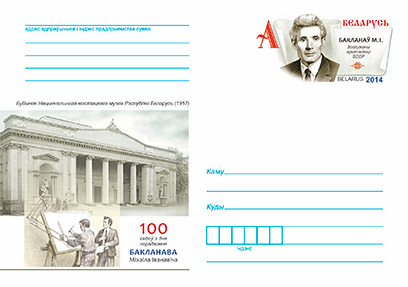
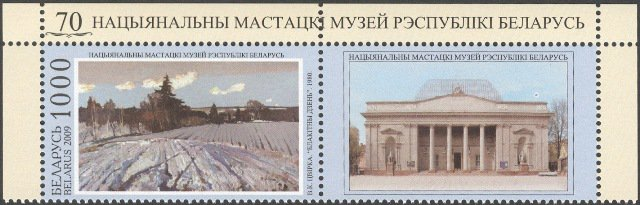
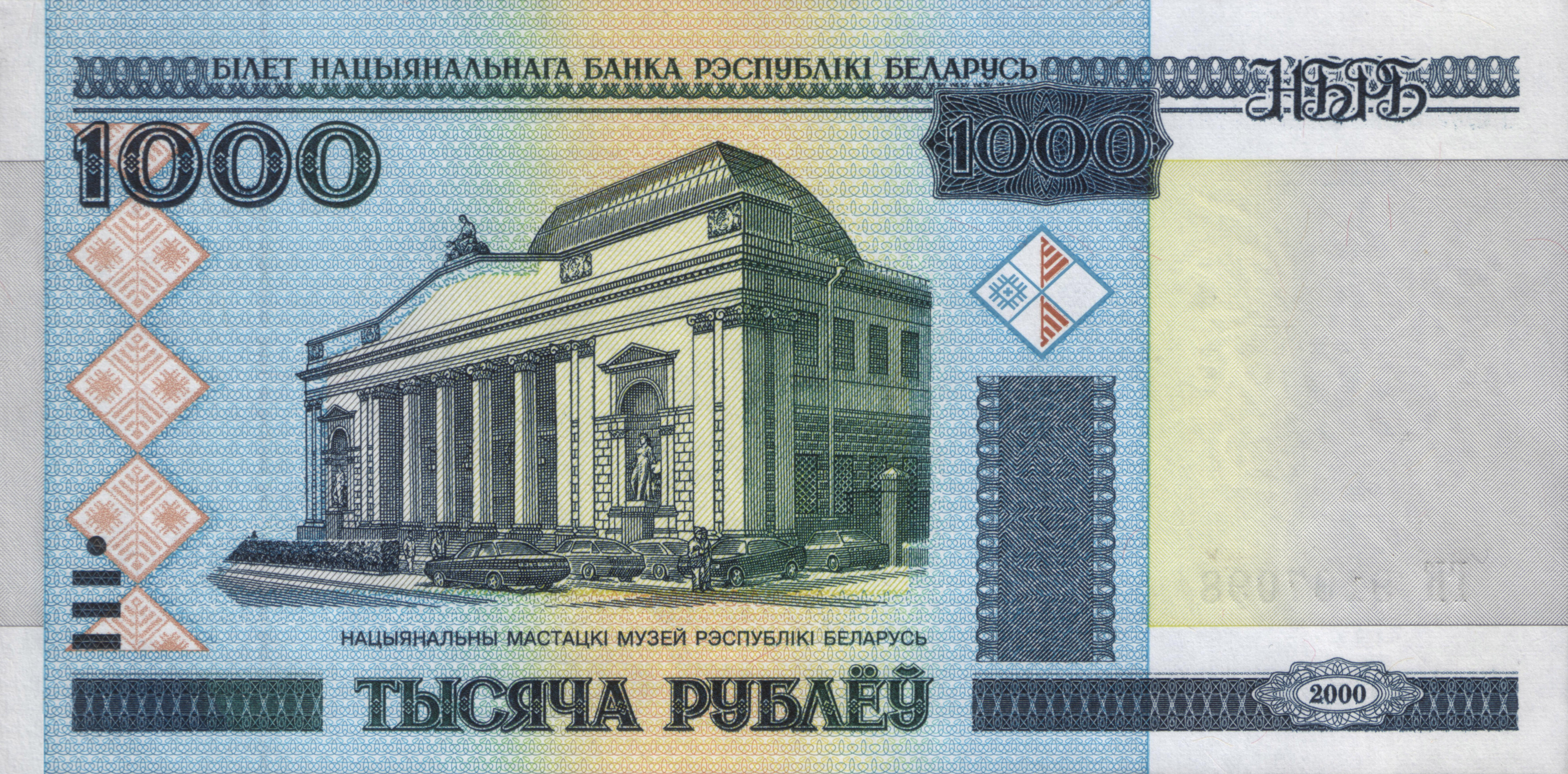

## Награды
- Премия Президента Республики Беларусь «За духовное возрождение» 2015 года (30 декабря 2015 года) — за реализацию выставочных проектов, направленных на укрепление христианских духовных ценностей в современном обществе[6]
- Специальная премия Президента Республики Беларусь деятелям культуры и искусства 2011 года (5 января 2012 года) — за проведение реставрации десяти произведений сакральной живописи I икон Жировичского Свято-Успенского монастыря, организацию выставки «Открытие святой красоты. Новая жизнь древних икон»[7]
- Почётная грамота Совета Министров Республики Беларусь (4 января 2020 года) — за многолетнюю плодотворную деятельность по сохранению и популяризации национального историко-культурного наследия, значительный вклад в развитие музейного дела[8]
- Почётная грамота Национального собрания Республики Беларусь (12 апреля 2004 года) — за заслуги в пропаганде белорусского национального искусства, укрепление межгосударственных связей и значительный вклад в реализацию социальной политики[9].